# Clima de España
| Mediterráneo continental Mediterráneo litoral Mediterráneo semiárido Oceánico continental Oceánico litoral De montaña Subtropical |

Mapa de las distintas regiones climáticas en España

La península ibérica está ubicada en un lugar destacado dentro de la circulación general atmosférica, que no permanece estática sino que existen diferentes movimientos de norte a sur, según la estación del año. La península se encuentra en una zona templada, no teniendo características climáticas homogéneas al ser zona de mezcla entre zonas de aire cálido y zonas de aire frío (subtropicales y polares).
La variada orografía de España, así como su situación geográfica, en latitudes medias de la zona templada del hemisferio Norte, hace que el país tenga una notable diversidad climática. Así pasamos de lugares con suaves temperaturas, en torno a los 15 °C, a otros que superan los 40 °C en verano, y de sitios con un clima oceánico húmedo con precipitaciones anuales de más de 2500 mm a sitios con un clima mediterráneo desértico que no superan los 200 mm anuales, como es el cabo de Gata, con 150 mm anuales.
Sin embargo, hay una serie de rasgos generales que pueden resumirse en los siguientes puntos:
- En las tierras del interior, los valores descienden de Poniente a Levante.
- Las temperaturas aumentan de norte a sur. La parte septentrional de la Meseta presenta valores entre los 10 °C y 15,5 °C, y la zona meridional, entre 12,5 °C y 15 °C.
- Enero suele ser el mes con la temperatura media más baja, mientras que agosto es el mes con el promedio más alto.
- Las temperaturas de las aguas del Mediterráneo son más altas que las del Cantábrico. En el primero, la media se sitúa entre los 15 °C y los 18 °C, mientras que en el segundo, ronda los 14 °C.
- La amplitud térmica es mayor en el interior de la Meseta, donde en ocasiones alcanza los 20 °C, mientras en lugares como Canarias esa amplitud es menor, y entre el mes más cálido y el más frío apenas hay variación de 5 °C.

## Los diversos climas de España según la clasificación de Köppen
Tradicionalmente, se han clasificado cuatro grandes climas en España: oceánico, mediterráneo (con algunas variaciones), subtropical y de montaña. Cada uno influye en un área geográfica claramente delimitada:
- El clima atlántico: este clima se extiende por todo el norte y noroeste de la Península, desde los Pirineos hasta Galicia. Se caracteriza por la abundancia de lluvias, que suelen superar los 1000 mm, repartidas de manera regular a lo largo del año. Por esa razón, el paisaje es muy verde. Las temperaturas suelen ser suaves debido a la cercanía del mar: en invierno oscilan entre los 12 °C y los 15 °C y en verano rondan los 20 a 25 °C. Las ciudades representativas son San Sebastián, Gijón, Santander, Bilbao, Foz, Vigo u Oviedo. De todas formas, y precisamente por ser principalmente ciudades costeras, la humedad suele intensificar las temperaturas mínimas y máximas, sobre todo en el sur de Galicia. Expertos han llegado a la conclusión de que en la ciudad de Vigo se alcanzaron los 52 °C como sensación térmica (Ola de calor de julio de 2013), debido también a la poca diferencia entre temperatura diurna y nocturna.
- El clima mediterráneo: este clima es el que predomina en España, ya que se extiende a lo largo de todo el litoral mediterráneo, el interior de la Península y el archipiélago balear. Sin embargo, existen considerables diferencias entre unas zonas y otras, lo que da lugar a tres subdivisiones:

1. El clima mediterráneo típico: abarca la mayor parte de la costa del mismo nombre, algunas zonas del interior, Ceuta, Melilla y Baleares. Las lluvias son irregulares, entre los 400 y los 700 mm anuales, y se concentran especialmente en otoño y primavera. Los inviernos son cortos y suaves mientras que los veranos son largos y calurosos. La temperatura media anual ronda entre los 15 °C y los 18 °C. Las ciudades representativas son Barcelona, Valencia, Palma de Mallorca o Castellón de la Plana.
2. El clima mediterráneo con invierno frío (también denominado "mediterráneo continentalizado"): se localiza en la Meseta Central, la depresión del Ebro, parte del Guadalquivir y el interior de la Comunidad Valenciana. Se caracteriza por tener unas temperaturas muy extremas, entre los 25 °C y los -13 °C. Los inviernos son largos y muy fríos, donde las temperaturas mínimas pueden bajar hasta los -5 °C o menos, y los veranos muy calurosos, donde todos los años se sobrepasan los 35 °C, e incluso los 40 °C en algunas ocasiones. Además, las precipitaciones son escasas, en torno a los 500 mm, y aparecen en forma de tormenta en los meses de julio y agosto. Las ciudades representativas son Madrid, Albacete, Valladolid o Granada.
3. El clima mediterráneo seco: aparece sobre todo en el sureste del territorio, en las zonas de la Región de Murcia, Alicante y Almería. Las lluvias son extremadamente escasas, menos de 300 mm al año, lo que convierte estas zonas en áreas muy áridas, y son frecuentes los períodos largos de sequía. Las temperaturas son semejantes a las del mediterráneo típico, aunque el calor en verano suele ser más intenso. Las ciudades representativas son Alicante, Murcia, Almería, Elche, Orihuela o Cartagena.

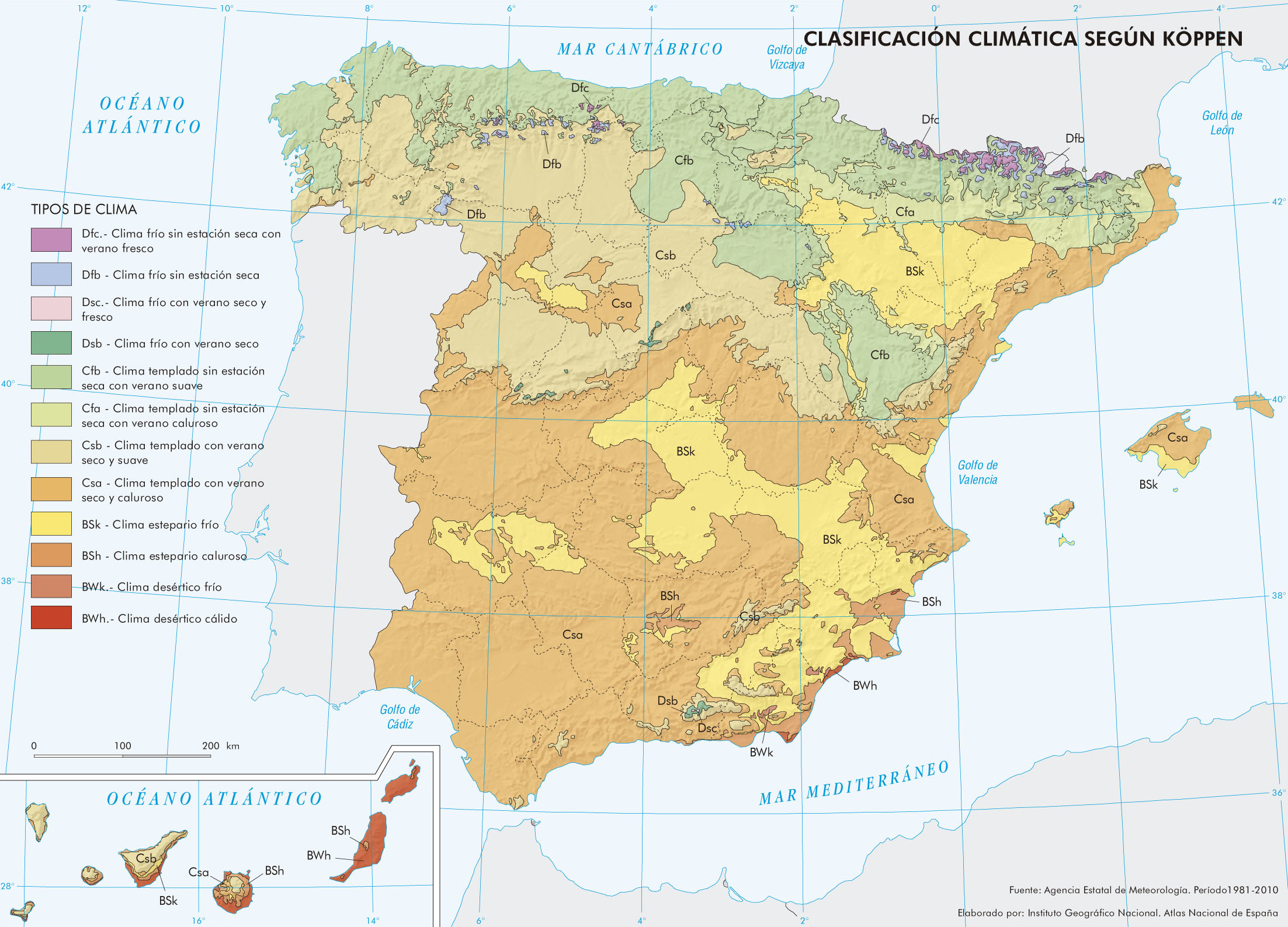
Clasificación climática de Köppen.

- El clima subtropical: este clima solo aparece en el archipiélago canario debido a su cercanía con el trópico de Cáncer y la costa árida de África. Se caracteriza por la presencia de los vientos alisios y las corrientes de agua fría. Las temperaturas son cálidas durante todo el año, entre los 22 °C y los 28 °C de media, mientras que las precipitaciones pueden ser abundantes o escasas, dependiendo de la zona, se concentran en invierno. Por esa razón, no hay ríos en Canarias y cuando llueve se forman torrentes. Las ciudades representativas son Santa Cruz de Tenerife, La Restinga o Las Palmas de Gran Canaria.

1. El clima subtropical húmedo: se caracteriza por temperaturas cálidas durante todo el año y precipitaciones variables y abundantes, pudiéndose superar los 700 mm anuales. Se da en el norte de las islas más montañosas, donde se retiene la humedad de los vientos alisios. Las ciudades representativas son La Orotava o Los Realejos.
2. El clima de montaña: se caracteriza por temperaturas frías en general, o muy frías dependiendo de la altitud, que pueden bajar de los 0 °C y producir nevadas ocasionales. Las precipitaciones son bastante escasas, ya que está demasiado alto el terreno para que los vientos alisios afecten. Se da en las zonas más altas de Tenerife, La Palma y Gran Canaria.
3. El clima subtropical seco: se caracteriza por temperaturas suaves y constantes durante todo el año y las precipitaciones muy escasas (100 mm a 250 mm). Se da en la mayor parte de Fuerteventura y Lanzarote, y en el sur de Gran Canaria, Tenerife y La Gomera.
4. El clima desértico: se caracteriza por temperaturas suaves durante todo el año con poca oscilación térmica durante el día y la noche y por precipitaciones extremadamente escasas (menos de 100 mm). Se da principalmente en las zonas más áridas de Fuerteventura y de Lanzarote, aunque donde más se nota es en Fuerteventura. Uno de los sitios más desérticos de Fuerteventura es Gran Tarajal, ya que sólo se registran 62,6 mm de media anual.[2] Ese dato de precipitación se ha ido obteniendo durante 17 años.

- El clima de montaña: aparece en los grandes sistemas montañosos como los Pirineos, el Sistema Central, el Sistema Ibérico, la cordillera Penibética y la cordillera Cantábrica. Los inviernos son muy fríos y los veranos frescos. Las precipitaciones son muy abundantes a medida que aumenta la altitud y, en general, en forma de nieve. Las vertientes de las montañas que miran al norte son más frías. Algunas localidades representativas de este clima son Viella, Benasque, Somosierra o Trevélez.

Destaca su propia situación entre el Atlántico y el Mediterráneo, en este contexto el Atlántico tiene el principal papel porque es el responsable de la entrada de viento del oeste. El Mediterráneo influye bastante poco en la diversidad climática, tan solo incide en las costas y la creación de gotas frías.
Destaca también la dualidad de comportamiento entre costa e interior, dándose fenómenos en las costas como brisas, humedad y amplitud térmica reducida. En el interior hay más amplitud térmica y menos humedad, que se debe a la continentalidad. También influye el relieve y su disposición que impide el libre paso de masas de aire, aquí se da el efecto Föhn.
El municipio de La Rambla (Córdoba), posee el récord de temperatura de España, con 47,6 °C el 14 de agosto de 2021, atendiendo a datos de la Agencia Estatal de Meteorología (Aemet). Sin embargo la ciudad con mayor temperatura media anual es Sevilla con 19,2 °C, así como la media más alta en verano, de 28,2 °C en julio Vega de Liordes, enclave del sector leonés de Picos de Europa perteneciente al municipio de Posada de Valdeón registró -35,8 °C el 7 de enero de 2021.
En 2009, la temperatura media del mes de agosto en España ha sido de 25,2 °C, es decir 1,9 °C por encima de la media del periodo de referencia (1971-2000), convirtiendo al octavo mes de 2009 en el segundo agosto más cálido del siglo XXI y en el tercero más cálido desde 1961, por detrás de 2003 y 1991, que tuvieron anomalías positivas de 2,8 y 2 °C respectivamente, según informa la Agencia Estatal de Meteorología. En Baleares y Canarias agosto fue "muy cálido", aunque las temperaturas fueron 0,8 y 1,2 °C, respectivamente, superiores a los valores globales del periodo de referencia. En 2003 hubo una anomalía de 2,8 °C y 2009 se ha quedado a sólo una décima del segundo año más cálido (1991), que registró una temperatura media superior en 2 °C a la media del periodo, es decir que agosto de 2009 por poco no se convirtió en el segundo más cálido entre 1971 y 2000. Ciudad Real tuvo 0,6 °C por encima de los 28 °C de 2003; Albacete superior en 0,2 décimas y Teruel 0,5 décimas más. Los archipiélagos registraron 0,8 °C por encima de los 25,2 °C de la Península, lo que evidencia una tendencia positiva, algo más atenuada por la influencia marítima. Por el contrario, ciudades mediterráneas como Valencia y Murcia así como en zonas del noroeste peninsular tuvieron una temperatura media en agosto un grado centígrado menor que el resto. La segunda quincena de agosto fue la más cálida en los últimos 50 años en Extremadura, centro peninsular, oeste de Castilla-La Mancha y noroeste de Andalucía. El 3 de septiembre de 2009 se registraron máximas muy cálidas en toda la zona mediterránea, llegando Murcia hasta los 38,7 °C y en Tortosa los termómetros subieron hasta los 38 °C, su temperatura máxima para septiembre en todos los registros. El récord anterior en esta localidad fueron 37 °C el 25 de agosto de 1983. Por su parte, Santander batió su máxima absoluta para agosto con un valor de casi 36 °C.

## Factores

Centros de acción que repercuten en el clima de España.

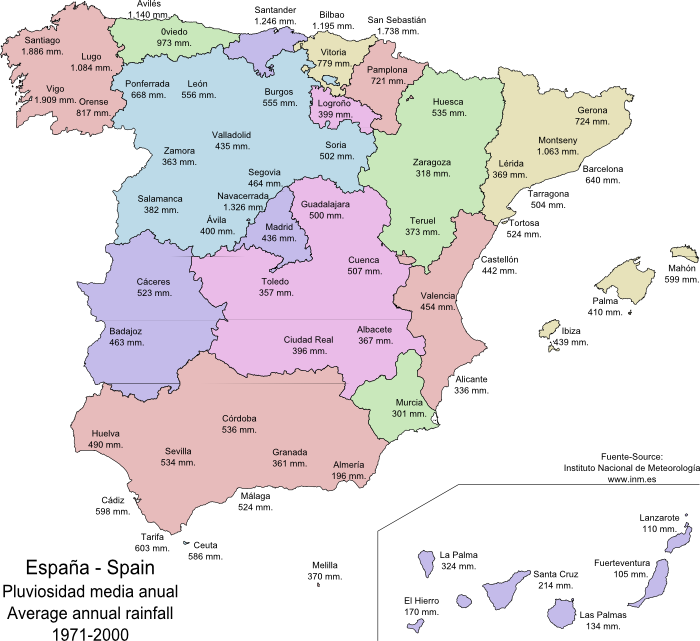
Pluviosidad media anual por ciudades (1971-2000)

### Factores dinámicos

#### Centros de acción
Son los que originan las precipitaciones, humedad y vientos. Dentro del dinamismo existen varios elementos:
- Dentro de la circulación atmosférica está la corriente en chorro, que es un flujo de aire que se sitúa en torno a 50° de latitud norte con una velocidad de 250 km/h y se encuentra en torno a 10000 m de altura. Sufre un traslado de norte a sur según sea verano o invierno. En verano propicia que la península ibérica esté influida por masas de aire tropical. En invierno desciende de latitud y las masas de aire tropical descienden y deja influir en la península vientos fríos.
- El segundo elemento dinámico son los centros de acción que se refiere a los centros de alta y baja presión.

En las zonas de altas presiones (anticiclones), el aire gira en el sentido de las agujas del reloj y el aire está por encima de los 1013 hPa. Entre ellas destacan:
- El anticiclón de las Azores que es el que más afecta a la península, tiene sus orígenes en las altas presiones subtropicales que se desplazan hacia el norte y hacia el sur. Cuando se sitúan al norte provoca tiempo estable en la península, normalmente ocurre en verano, en otoño e invierno desciende más al sur y se produce un tiempo inestable. Es el causante de la entrada de vientos cálidos en la península ibérica.
- Anticiclones polares atlánticos que son una prolongación del de las Azores en su parte septentrional y ejercen su influencia en invierno, arrastrando aire polar marítimo y provocando situaciones del Norte.
- El anticiclón Siberiano, que se forma en Siberia a partir de masas de aire frío polar continental, al discurrir por zonas continentales este anticiclón tendrá vientos secos y proporcionará la creación de fuertes heladas en el interior y nevadas en las costas si se asocia a una borrasca Mediterránea en invierno.

La borrasca más importantes es la de Islandia que se localiza entre el anticiclón de las Azores y el Polar Atlántico. Esta borrasca lanza masas de aire frío polar que al llegar al mar se cargan de humedad y provocan una fuerte inestabilidad.

##### La depresión de Génova o la Baja Balear
Su proceso de formación tiene lugar en otoño, a partir de masas de aire frío continentales que, al llegar al mar, se cargan de humedad y provocan una fuerte inestabilidad, creando una gota fría. En los meses de invierno, dirige por su borde trasero la masa de aire polar continental hacia la Península y Baleares, ocasionando fuerte mala mar en el archipiélago y nevadas en las costas de Cataluña, Baleares y el Cantábrico Oriental.

##### La depresión de las Azores
Se origina por el choque de una masa de aire frío polar con masas más calientes, creando inestabilidad atomosférica. Estas condiciones son muy frecuentes en la formación de las borrascas que ingresan por el golfo de Cádiz.

##### La depresión sahariana
Tiene su origen en el fuerte calor, que provoca que el aire se caliente ascienda, contactando con zonas más frías y generando inestabilidad atmosférica. Este fenómeno está asociado con la formación de anticiclones en altura, que dan lugar a olas de calor. De manera similar, la depresión sahariana puede provocar depresiones en el interior de la península ibérica. Estas depresiones de origen térmico tienen lugar especialmente en verano.

##### La depresión atlántica
Se asocia al aire polar marítimo, sobre todo en invierno, otoño y primavera, provocando lluvias en la Península. Las temperaturas son más suaves en comparación con los vientos de la depresión de Islandia, al encontrarse en latitudes más bajas

#### Masa de aire
La influencia mayor o menor de estas borrascas está en función con la existencia de masas de aire que están influidas por centros de acción y tiene características propias, cuando sea frío se llamará polar o ártico, cuando sea cálido será tropical, si es húmeda será marítima y si es seca será continental.

##### Masa de aire ártico-marítima
Es fría y húmeda, se origina en la cuenca ártica, afecta en muy raras ocasiones a la península ibérica. Al proceder del Ártico en el recorrido de esta masa hacia el sur se llena de aire húmedo y cuando llega a la península traerá temperaturas muy bajas y precipitaciones en forma de nieve en el norte de España.

##### Masa de aire polar marítima
Procede del Atlántico norte tras recorrer un largo trecho de océano es menos fría que la ártica, conforme atraviesa el océano se llena de humedad, al entrar en la península da como consecuencia un aire húmedo y fresco y cuando en su influencia se da una borrasca da lugar a un tiempo lluvioso, cuando está asociado a un anticiclón da lugar a un tiempo fresco y despejado. Cuando estas masas de aire descienden y se pasea por el mar de las Azores se calienta y produce una alta inestabilidad que hace que pierda sus propiedades y evoluciones hacia otro tipo de masas de aire.

##### Masa de aire polar-continental
Es fría y seca, proviene de Centroeuropa y Rusia, el origen se sitúa en una masa de aire polar o ártica que se ha quedado estancada en las zonas continentales de Europa si a esta masa de aire se le une el anticiclón siberiano se puede llegar a un frío bastante gélido, el hecho de que esté estancado en una zona continental condiciona que no sea tan húmedo. Cuando llega al Mediterráneo se invade de humedad y después se introduce en la península provocando una ola de frío y en la meseta da lugar a copiosas nevadas, tiene su máxima influencia en invierno.

##### Masa de aire es la tropical-marítima
Tiene influencia en verano otorgando una fuerte estabilidad.

##### Masa de aire tropical-continental
Es caliente, seca y sofocante, es la ola de calor, llega a producir lluvias de barro, su mayor afluencia es el verano.

#### Frentes
Son zonas de contacto entre dos masas de aire con características distintas. En la península ibérica destaca el frente polar que pone en contacto la masa de aire tropical con la polar. Este frente polar cuando transcurre en la península da lugar a precipitaciones y se irá poco a poco debilitando. Está muy condicionado a la propia dinámica de los centros de acción (anticiclón y borrasca). Las borrascas son el principal factor de que este frente atraviese la península de oeste a este, lo normal es que pase de noroeste a sudeste pero también puede hacerlo por el sureste por la depresión de las Azores. Existen otros frentes pero son menos importantes, de estos destacan el Mediterráneo que da lugar a una discusión sobre si es una prolongación del polar o un frente en sí, ahora se acepta que es una prolongación del polar ocasionado por el contacto del aire frío de la península hispánica con el aire caliente del Mediterráneo. Este frente será muy importante en la gota fría. El tercer frente es el de los Alisios formado a partir del contacto de la masa tropical marítima de las Azores con la tropical continental, está localizado en el Norte de África influye en las Canarias y en la península ibérica a la mitad occidental de Andalucía. El último frente será el Ártico que surge por el contacto de la masa polar marítima y la ártica, de manera muy excepcional influirá en la península ibérica.

### Factores geográficos
Destacan la presencia del Mediterráneo y el Atlántico, la disposición periférica del relieve. El principal factor geográfico es la continentalidad. Estos factores tienen mucho que ver con la latitud de la península ibérica que al estar en la zona templada da lugar a una fuerte heterogeneidad en cuanto al clima.
La propia disposición del relieve determina que los conjuntos montañosos sirvan de barrera a la introducción de diferentes masas de aire. Estas barreras montañosas provocan el efecto Föhn que favorece a la continentalidad de la península ibérica que viene causada por la relativa lejanía del mar. La continentalidad provoca una gran amplitud térmica.

## Situaciones sinópticas
El tiempo atmosférico es el estado de la atmósfera que resulta de la combinación de varios factores como la humedad, presión y temperatura en un momento preciso. Los tipos de clima es la reiteración de unas similares situaciones atmosféricas.
Las situaciones convectivas son aquellas donde predominan los movimientos verticales del aire, en las situaciones anticiclónicas el aire será descendente y en las borrascas ascendente. Este movimiento vertical produce en ocasiones fenómenos tormentosos, el aire caliente que se encuentra en la superficie asciende y por el contacto con una masa de aire frío se produce la condensación del agua lo que dará lugar a las lluvias convectivas. Las situaciones advectivas se definen por el movimiento horizontal del aire que procede de diferentes sitios.
En España se van a dar situaciones predominantes:

### Situación del Norte
Viene determinada a partir de la localización de un anticiclón en el Atlántico norte y una borrasca en la Europa occidental. El anticiclón lo que hace es impedir la llegada de borrascas del oeste. La borrasca lo que hace es introducir aire frío en la península ibérica de norte a sur.

### Situación del Noreste
Es muy parecida a la anterior, también existe un anticiclón noratlántico pero este invade parte de Europa. También se situará una borrasca en el Mediterráneo que condicionará que la península se vea afectada por aire polar continental que se encuentra en el interior de Europa. El tipo de tiempo que va a predominar será frío y seco y provocará heladas.

### Situación del Levante

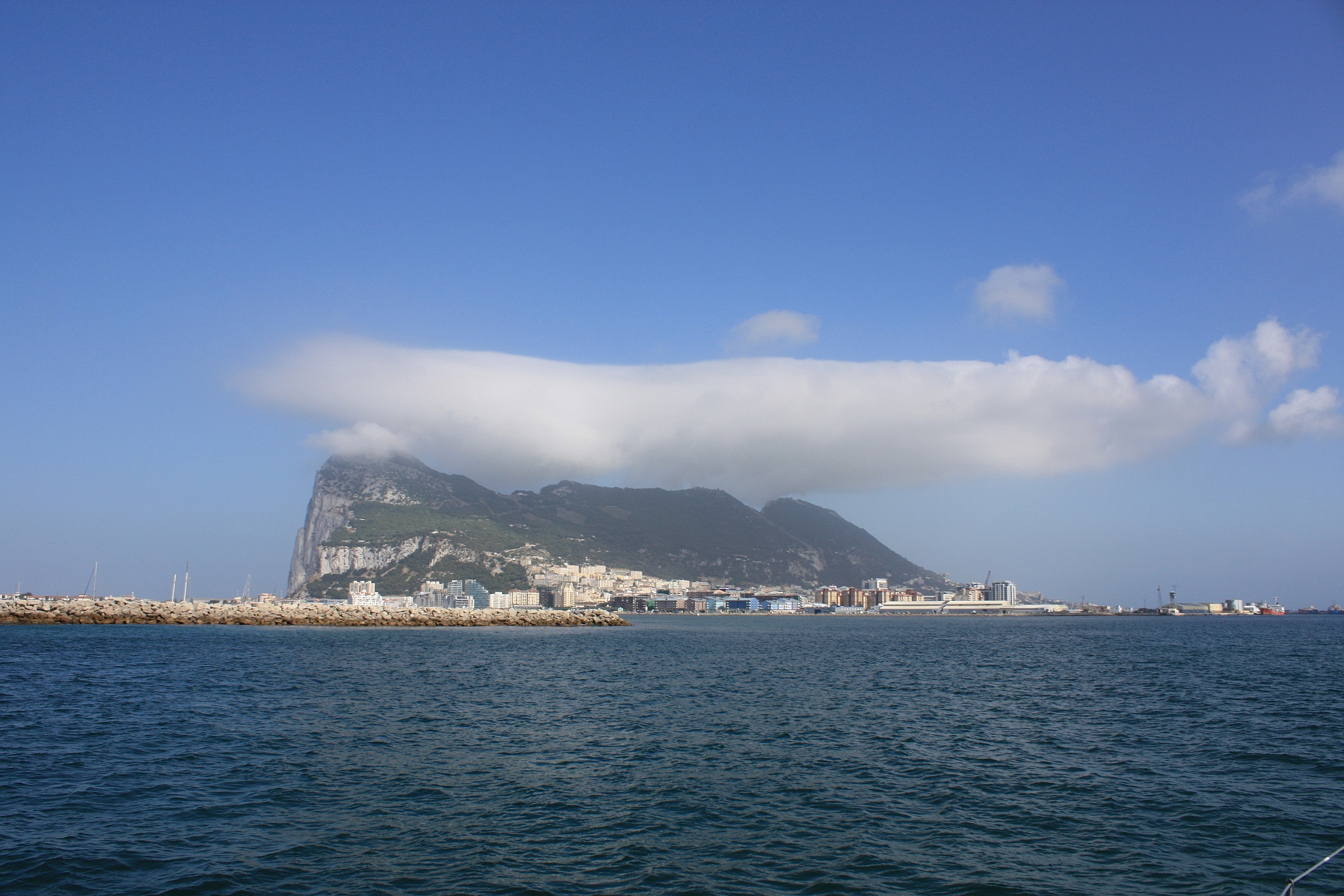
Nube formada por el viento de Levante en Gibraltar.

Va a dar lugar a diferentes localizaciones. Hay un anticiclón que se extiende desde el Atlántico hasta el interior de Europa. La borrasca se localizará en el Norte de África. Esto se dará en primavera y otoño y la consecuencia más importante es que la península ibérica será invadida por una masa de aire mediterráneo que, en general, es cálida y húmeda lo que causa precipitaciones aunque de poca intensidad. Si esta masa de aire cálido se encuentra en altura dará lugar a fenómenos muy tormentosos o de gota fría. Se tendrá que tener el cuenta el viento en el Estrecho de Gibraltar.

### Situación del Sur
Siempre estará favorecida por la localización de una borrasca en las costas occidentales españolas y en el Mediterráneo se va a instalar un anticiclón. Entre estos dos centros de acción la consecuencia principal es la ascensión de vientos secos del norte de África (tropicales continentales), esto en verano se traduce en olas de calor. Si en altura se encuentra una vaguada o masa de aire frío se producirán fuertes aguaceros en el sur.

### Situación del Oeste
Se caracteriza por la localización de una borrasca muy fuerte en el Atlántico. Esta depresión va a lanzar masas de aire polar a la península ibérica. Esta borrasca va a acompañar al frente frío que va a barrer la península de oeste a este. El tipo de tiempo que va a predominar son precipitaciones con una alta humedad y temperatura suaves. Este tipo de tiempo será muy importante en otoño e invierno.

### Situación del Noroeste
Se va a caracterizar por la presencia de un anticiclón en el Atlántico que va a estar muy cerca del suroeste de la península y se va a situar un centro de bajas presiones en las islas británicas. Esto acompañado por frentes fríos que atravesarán la península ibérica y puede venir acompañado por frentes fríos que atravesarán la península. Estos frentes pueden pasar de una manera más intensa o menos según se sitúe el anticiclón, esto hará que la zona más afectada sea la cornisa cantábrica. El frente frío será empujado por un anticiclón hacia arriba lo que provocará precipitaciones en la cornisa cantábrica.

### Situación del Suroeste
Se caracteriza por la localización de una borrasca en el suroeste de la península. En la mayoría de los casos esta borrasca va a llevar aparejado un frente frío y también le acompaña en altura una vaguada de la corriente en chorro. Esta situación es temporal hay lluvias generalizadas en la península ibérica. El frente frío también atraviesa de oeste a este la península. Va a predominar en invierno.

## Elementos del clima
Son las condiciones que unidas a los factores climáticos definen los tipos de tiempo (temperatura, presión, precipitaciones, humedad, insolación...).

### Temperatura
La principal característica es su dispar comportamiento, muy relacionado con la circulación atmosférica y a los factores geográficos.

#### Temperatura media anual de España

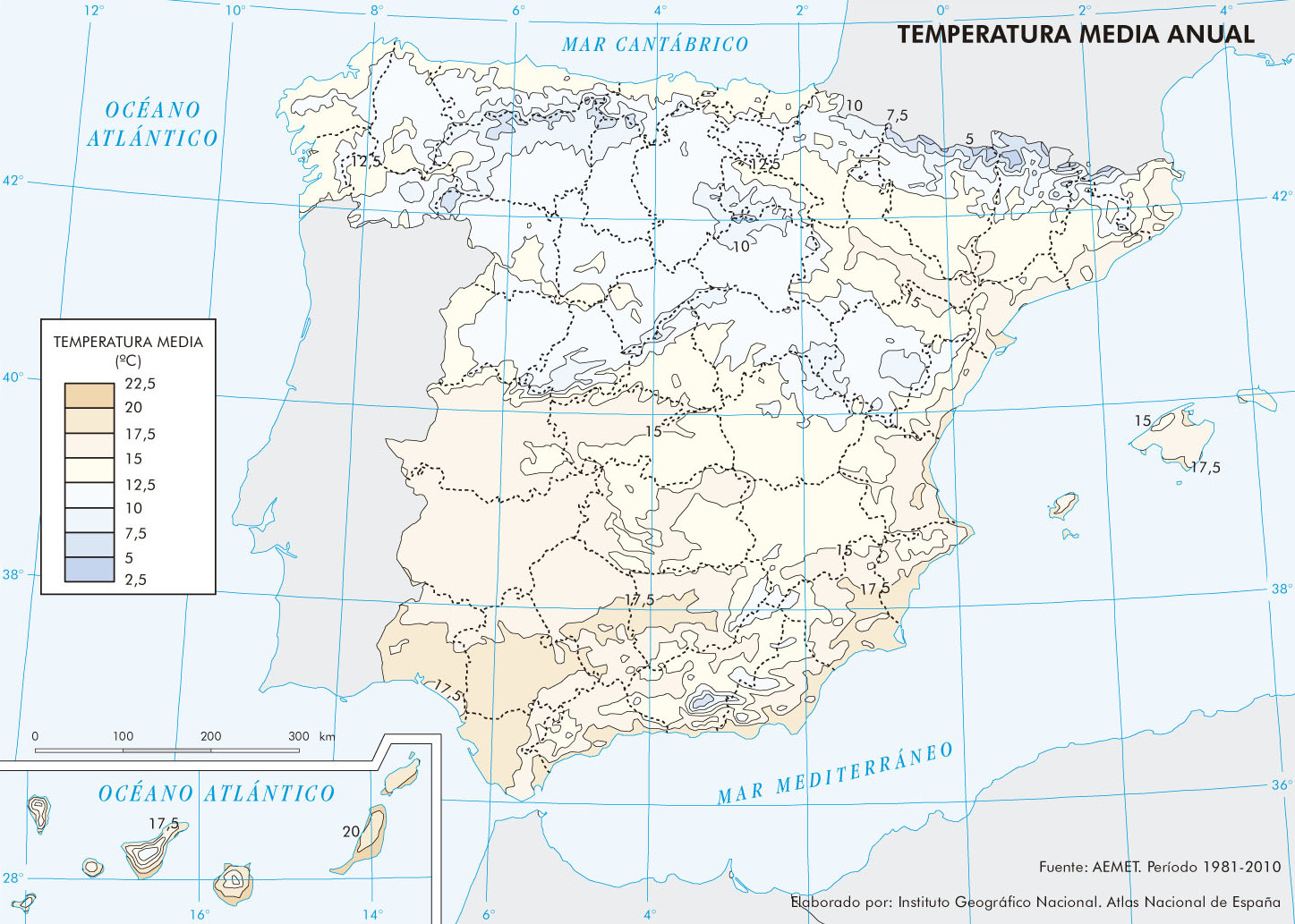
Mapa de temperatura media anual (°C) en España durante el periodo 1981-2010.

La temperatura media estimada sobre España en el periodo de referencia 1981-2010 se sitúa en 15,1 °C aproximadamente. Sin embargo, esta media varía considerablemente de un lugar a otro. En la desigual distribución de estas temperaturas medias inciden varios factores:
- Influencia del mar que suaviza las temperaturas, conforme nos alejamos de la costa se endurecen, los veranos serán más cálidos y los inviernos más fríos. La meseta Norte es más fría que la sur ya que está cerrada por macizos montañosos y la sur está influida por el Atlántico.
- La latitud está muy relacionada con la insolación. En general, cuanto mayor sea la latitud (cuanto más alejado se esté del ecuador) menor será la temperatura media. Este factor se deja notar mucho en Canarias con respecto al resto de España. En efecto, los lugares más cálidos de España están situados en estas islas, que conforman los territorios españoles de menor latitud.
- La altitud. A mayor altitud hace más frío en una relación de 0,65 °C por cada 100 m de subida.

Distribución de las temperaturas medias en la península ibérica:
1. Menos de 10 °C de temperatura media anual: es muy limitado, tan solo se localiza en zonas montañosas y sus aledaños (especialmente en la meseta norte) a mayor altitud. Se da principalmente en los Pirineos, Cordillera Cantábrica, Montes de León, Sistema Central, Cordilleras Béticas y Sistema Ibérico, y en Canarias se da únicamente en zonas de gran altitud de Tenerife y La Palma
2. Entre 10 y 12,5 °C de temperatura media anual: su localización se asienta en la parte norte peninsular, especialmente en zonas de altitud media, incluida la mayor parte de la Meseta Norte, con una prolongación por el Sistema Ibérico. También se da en zonas de altitud media-alta de las Cordilleras Béticas. En Canarias se da en zonas de altitud media-alta de Tenerife, La Palma, Gran Canaria, El Hierro y La Gomera.
3. Entre 12,5 y 15 °C de temperatura media anual: es el más extendido. Se da principalmente en la Meseta Sur y en las zonas de menor altitud de la Meseta Norte, en zonas de baja altitud del norte peninsular, en buena parte de la Depresión del Ebro y en zonas de altitud media-baja de las Cordilleras Béticas
4. Entre 15 y 17,5 °C de temperatura media anual: Se da en buena parte de Andalucía, en la mayor parte de Extremadura, en las zonas de menor altitud de la Meseta Sur y de la Depresión del Ebro, en la costa mediterránea del norte y buena parte de la Comunidad Valenciana y Murcia y en la mayor parte de Mallorca y Menorca. En Canarias se da en zonas de altitud media de todas las islas excepto en Lanzarote y Fuerteventura.
5. Entre 17,5 y 20 °C de temperatura media anual: se da en la Depresión del Guadalquivir, en la mayor parte de la costa mediterránea del centro y sur peninsular, en Extremadura principalmente en la Cuenca del Tajo y en la mayor parte de Ibiza y Formentera y en menor medida en Mallorca. En Canarias se da en todas las islas en zonas de altitud media-baja y en menor medida en zonas costeras.
6. Más de 20 °C de temperatura media anual: Se da únicamente en zonas costeras de las Islas Canarias, especialmente en Lanzarote, Fuerteventura, Gran Canaria y el sur de Tenerife.

#### Temperatura media mensual
El mes más frío es enero, las bajas temperaturas están relacionadas con que el día dura menos y las masas de aire polar tienen más influencia. Las principales características son el descenso de temperaturas de norte a sur y de la periferia al interior. En la zona oriental peninsular es donde se dan los cambios más bruscos de temperaturas relacionados con la propia orografía (Mediterráneo y montaña): La zona más cercana al Mediterráneo es más cálida que la costa atlántica, esta diferencia de temperaturas se equilibra cuando nos desplazamos hacia el norte. La submeseta norte es más fría que la sur. La última característica es el fuerte contraste entre la depresión del Ebro (de 4 a 6 °C) y la del Guadalquivir (de 8 a 12 °C) debido a que la del Ebro está encajada por varios conjuntos montañosos y la continentalidad es superior, también influye la latitud. La del Guadalquivir recibe influencia de masas de aire cálido al no estar encerrada.
El mes más cálido es julio en zonas de interior y agosto en zonas costeras. En verano tiene especial importancia el anticiclón de las Azores, también se introducirán por el sur masas de aire tropical-continental. Características:
1. La característica más destacable es que en la mitad sur las temperaturas aumentan desde la costa al interior lo que contrasta con lo que ocurre en el norte.
2. El influjo del anticiclón de las Azores es de diferente magnitud, en la Cornisa Cantábrica la influencia es restringida, en el centro y sur aumenta más y las temperaturas ascienden de norte a sur.
3. La costa mediterránea (Barcelona 24,4 °C, Alicante 26,0 °C, Málaga 26,0 °C y Almería 26,7 °C en agosto) es más cálida que la atlántica (San Sebastián 19,5 °C, La Coruña 19,6 °C, y Santander 20,3 °C en agosto).
4. La submeseta norte queda por debajo de los 23 °C de media (Ávila 20,6 °C, Valladolid 22,3 °C y Segovia 22,7 °C en julio) y en el sur se llegan a superar los 26 °C (Ciudad Real 26,7 °C y Toledo 26,8 °C en julio).
5. En el valle del Guadalquivir se dan las temperaturas más altas superando los 28 °C de media (Sevilla 28,2 °C y Córdoba 28,0 °C en julio). En los valles del Segura y Guadiana se superan los 26 °C (Murcia 27,6 °C en agosto, Badajoz 26,1 °C en julio).

### Precipitaciones
Media de lluvia total anual en la España peninsular
La precipitación anual media estimada sobre España en el periodo de referencia 1981-2010 se sitúa alrededor de los 650 mm aproximadamente. Sin embargo, esta media varía mucho de un lugar a otro.
Existen tres tipos de lluvia:
- Convectivas : originadas por los movimientos verticales del aire, el aire cálido se eleva y entra en contacto con aire frío y crea nubes de forma algodonosa muy relacionadas con las tormentas de fin de verano. Son tormentosas y suceden en verano porque es cuando las masas de aire frío comienzan a entrar en la península ibérica.
- Orográficas: es el relacionado con el efecto Föhn.
- Frontales: Son las más comunes producidas a partir del contacto con una masa de aire caliente con otra de aire frío, están asociadas a borrascas. Se dan en otoño e invierno.

La confluencia de estas precipitaciones explica las lluvias dadas en la península ibérica. Con los factores geográficos podemos citar unos aspectos que influyen sobre las precipitaciones:
- Latitud: La península ibérica se ubica en el extremo sur del desplazamiento del frente polar, las precipitaciones van a tener una gradación que varía de norte a sur y de este a oeste, dependiendo por donde entre el frente polar. En la Península existen dos ámbitos de influencia, el Mediterráneo y el Atlántico que explica la creación del clima.
- Emplazamiento de la península ibérica: está dentro de la circulación atmosférica general del oeste y las borrascas influyen en que lloverá más en el oeste que en el este.
- Relieve periférico: produce que las masas de aire húmedo se queden en las montañas y en el interior se manifieste un cierto grado de aridez.
- Relieve: se produce lluvia o nieve a partir de lluvias orográficas.

Dominios pluviométricos:

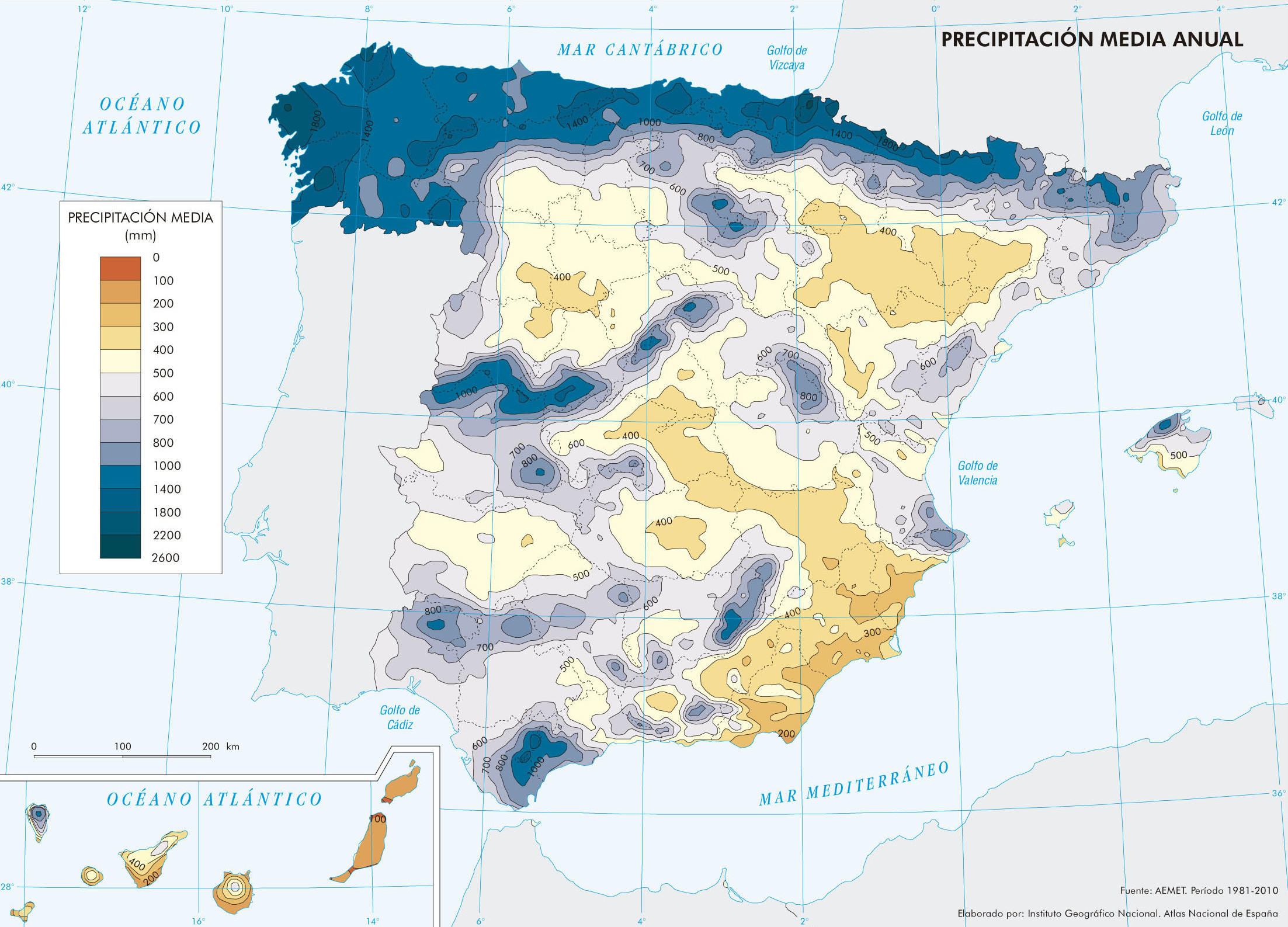
Mapa de precipitación media anual (mm) en España durante el periodo 1981-2010.

1. España húmeda (por encima de los 800 mm/año): no tiene mes seco. Se extiende por el norte y noroeste de la península ibérica y en los grandes conjuntos montañosos. Las zonas con más precipitaciones son el País Vasco y Galicia. Esto se debe a la introducción atlántica y la incidencia del efecto Föhn.
2. España semihúmeda (entre los 600 y 800 mm/año): es una envoltura del dominio de la España húmeda y en montañas de media altura (montes de Toledo, Sierra Morena), está causada por el paso de frentes fríos y borrascas atlánticas asociadas.
3. España seca (menos de 600 mm/año): se da en el valle del Ebro y Duero y gran parte de la submeseta sur. Aparecen periodos de sequía sobre todo en verano. Las precipitaciones se dan en invierno y otoño y existen diversos comportamientos en cuanto a los días lluviosos, en la submeseta sur llueve menos que en la norte. Dentro de este dominio de precipitaciones destaca cuando hay menos de 300 mm/año que es la España árida, que se sitúa en determinadas área el sur de la península ibérica como Almería, Murcia y zonas a sotavento de la Cordillera Bética, zonas del valle del Ebro y espacios puntuales de Alicante y Albacete. El número de días de lluvia oscila en torno a 40 y 70 días al año.

## Clasificación climática de Köppen
La clasificación climática de Köppen es una clasificación muy común a nivel mundial, usando una combinación de tres letras. Se utilizan mayúsculas para la primera letra: "B" para climas secos, "C" para climas templados, "D" para templados fríos (montaña) y "E" para los climas fríos de hielo permanente (el clima tropical "A" no se da en España). La segunda letra se escribe en mayúsculas en el tipo "B" y puede ser "S" para el clima semiárido o "W" para el clima árido o desértico. Para el resto de los climas la segunda letra se escribe en minúsculas y en España se observa únicamente los tipos "s" para los climas con verano seco y "f" para los climas sin estación seca. La tercera, que se escribe siempre en minúsculas, depende de la temperatura. Para los climas secos (B) escribimos "h" cuando la temperatura media anual es mayor que 18 °C y "k" cuando es menor. Para el resto de los climas, observamos en España los subtipos "a" para los climas de verano cálido (temperatura media del mes más cálido mayor que 22 °C), "b" para los climas de verano suave (temperatura media del mes más cálido menor que 22 °C pero las temperaturas medias superan los 10 °C al menos cuatro meses al año) y c para los climas subpolares (las temperaturas medias mayores de 10 °C se dan en menos de cuatro meses al año). Por último, de los climas fríos en España se observa únicamente uno de los dos subtipos: el clima de tundra ET caracterizado porque la temperatura media del mes más cálido se sitúa entre 0 y 10 °C. Este clima se da únicamente en las zonas de mayor altitud de los Pirineos.
La descripción que se hace a continuación del clima de España, basada en el atlas climático de la AEMET, corresponde con la clasificación climática de Köppen comúnmente usada, con la única salvedad de que se eligió como límite de temperatura media del mes más frío para separar los climas templados C y D los 0 °C y no los -3 °C. Esto dará como resultado que los climas D se darán en una mayor extensión (siempre en zonas de montaña) que si se usara el criterio habitual. Además, como consecuencia el clima subpolar mediterráneo Csc se dará únicamente en una pequeña franja del Teide en lugar de, además, en ciertas zonas montañosas de la península; y el clima subpolar oceánico no se dará en España, si bien si se estableciera el criterio habitual se daría en ciertas zonas montañosas del norte peninsular.
En España los climas más comunes son los templados de tipo C, si bien los climas secos (B) son también bastante comunes, tanto en las Islas Canarias como en buena parte de la península y Baleares. Los climas templados fríos de tipo D se dan únicamente en zonas montañosas.

### Clima mediterráneo (Csa)

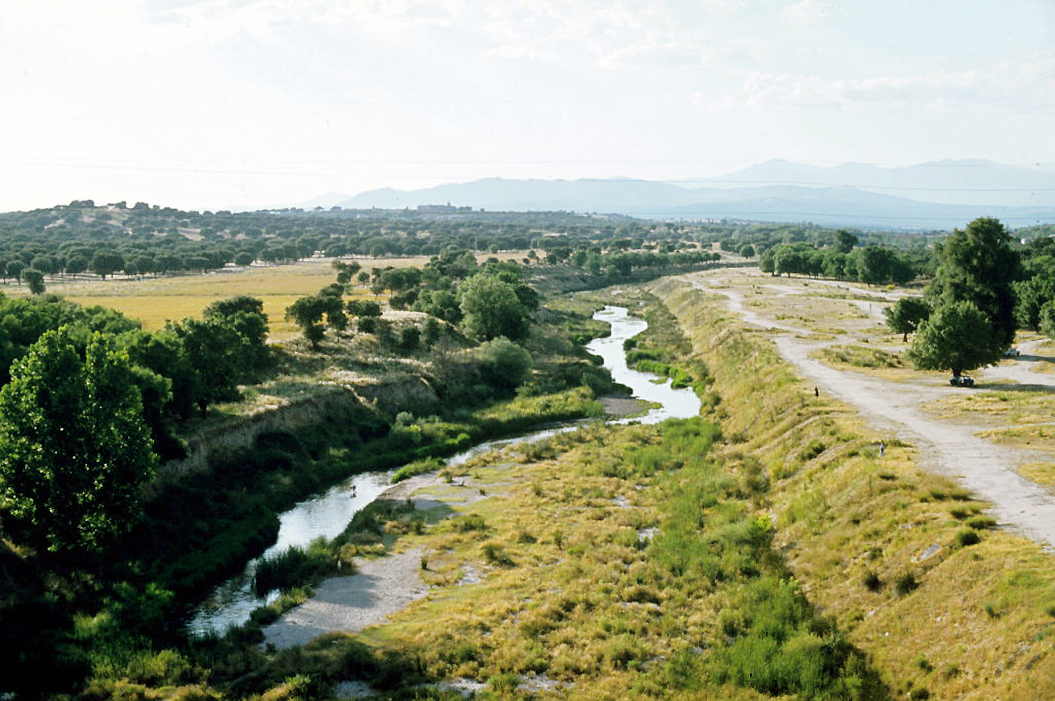
Monte de El Pardo, en Madrid, con clima mediterráneo continentalizado.

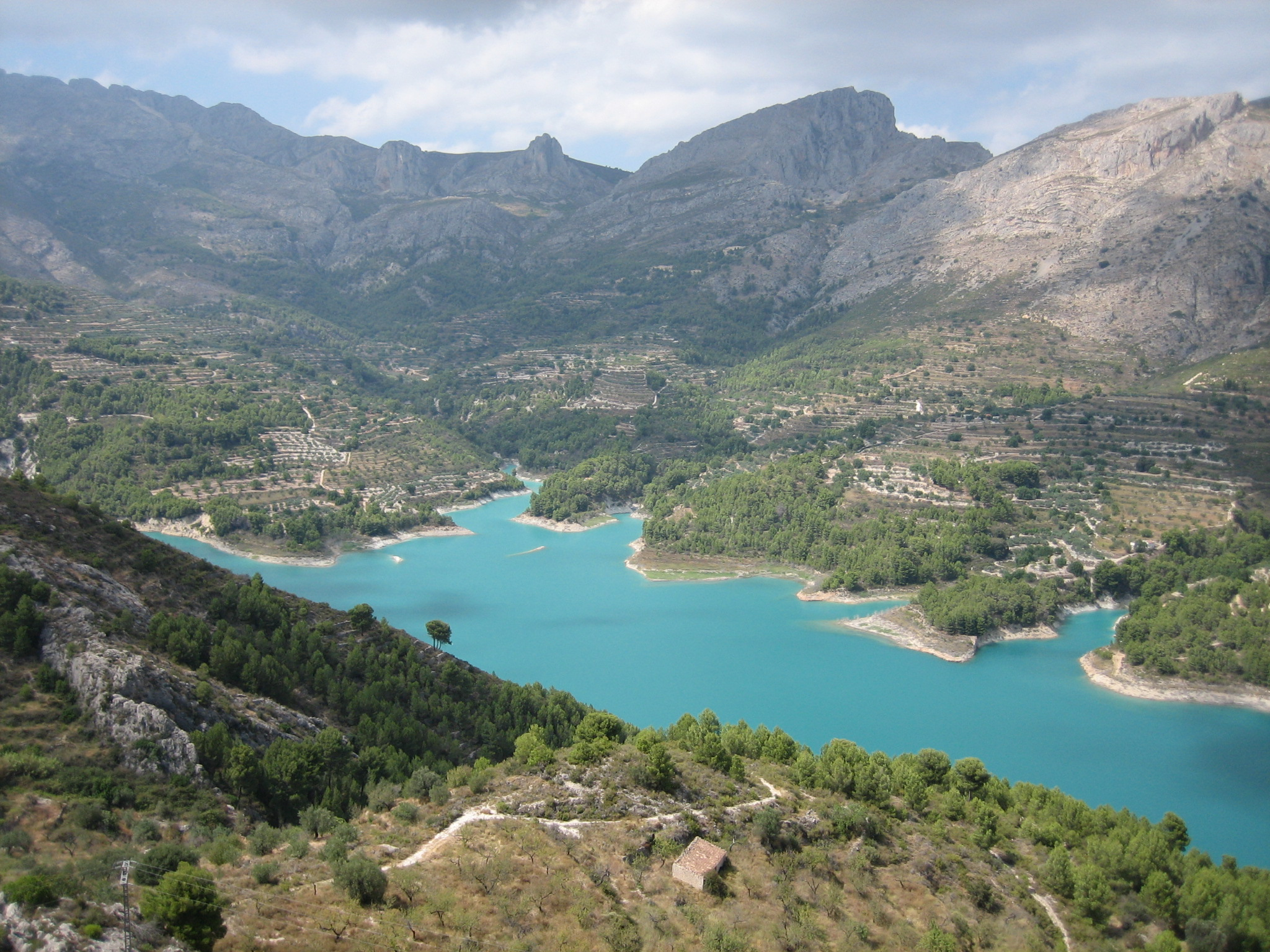
Embalse de Guadalest, en Alicante, Comunidad Valenciana, con clima mediterráneo litoral.

Este es el clima más común en España, ocupando aproximadamente el 42 % del territorio. Se caracteriza por tener un verano seco y cálido (temperatura media del mes más cálido superior a los 22 °C). En la península ibérica se extiende especialmente en la mayor parte de la mitad sur, en las regiones
costeras mediterráneas, a excepción de las zonas áridas del sureste, y en las zonas de menor altitud de la Meseta Norte. En las Islas Baleares se da en toda la isla de Menorca, en la mayor parte de Mallorca y en parte de Ibiza. En las Islas Canarias se da en zonas de altitud media de Tenerife, Gran Canaria y La Gomera y en zonas costeras y de altitud media de La Palma.
La ciudad de Málaga es un claro ejemplo del clima mediterráneo (Csa):
| Parámetros climáticos promedio de observatorio del Aeropuerto de Málaga-Costa del Sol (6 m s. n. m.) (periodo de referencia: 1991-2020) | Parámetros climáticos promedio de observatorio del Aeropuerto de Málaga-Costa del Sol (6 m s. n. m.) (periodo de referencia: 1991-2020) | Parámetros climáticos promedio de observatorio del Aeropuerto de Málaga-Costa del Sol (6 m s. n. m.) (periodo de referencia: 1991-2020) | Parámetros climáticos promedio de observatorio del Aeropuerto de Málaga-Costa del Sol (6 m s. n. m.) (periodo de referencia: 1991-2020) | Parámetros climáticos promedio de observatorio del Aeropuerto de Málaga-Costa del Sol (6 m s. n. m.) (periodo de referencia: 1991-2020) | Parámetros climáticos promedio de observatorio del Aeropuerto de Málaga-Costa del Sol (6 m s. n. m.) (periodo de referencia: 1991-2020) | Parámetros climáticos promedio de observatorio del Aeropuerto de Málaga-Costa del Sol (6 m s. n. m.) (periodo de referencia: 1991-2020) | Parámetros climáticos promedio de observatorio del Aeropuerto de Málaga-Costa del Sol (6 m s. n. m.) (periodo de referencia: 1991-2020) | Parámetros climáticos promedio de observatorio del Aeropuerto de Málaga-Costa del Sol (6 m s. n. m.) (periodo de referencia: 1991-2020) | Parámetros climáticos promedio de observatorio del Aeropuerto de Málaga-Costa del Sol (6 m s. n. m.) (periodo de referencia: 1991-2020) | Parámetros climáticos promedio de observatorio del Aeropuerto de Málaga-Costa del Sol (6 m s. n. m.) (periodo de referencia: 1991-2020) | Parámetros climáticos promedio de observatorio del Aeropuerto de Málaga-Costa del Sol (6 m s. n. m.) (periodo de referencia: 1991-2020) | Parámetros climáticos promedio de observatorio del Aeropuerto de Málaga-Costa del Sol (6 m s. n. m.) (periodo de referencia: 1991-2020) | Parámetros climáticos promedio de observatorio del Aeropuerto de Málaga-Costa del Sol (6 m s. n. m.) (periodo de referencia: 1991-2020) |
| Mes | Ene. | Feb. | Mar. | Abr. | May. | Jun. | Jul. | Ago. | Sep. | Oct. | Nov. | Dic. | Anual |
| --- | --- | --- | --- | --- | --- | --- | --- | --- | --- | --- | --- | --- | --- |
| Temp. máx. media (°C) | 17.2 | 17.9 | 19.7 | 21.8 | 24.7 | 28.5 | 31.0 | 31.5 | 28.4 | 24.3 | 20.3 | 17.8 | 23.6 |
| Temp. media (°C) | 12.5 | 13.2 | 14.9 | 16.9 | 19.8 | 23.6 | 26.1 | 26.7 | 23.8 | 19.9 | 15.8 | 13.4 | 18.9 |
| Temp. mín. media (°C) | 7.9 | 8.4 | 10.1 | 11.9 | 14.9 | 18.6 | 21.2 | 22.0 | 19.2 | 15.4 | 11.4 | 9.1 | 14.2 |
| Precipitación total (mm) | 62 | 56 | 66 | 41 | 23 | 4 | 0 | 3 | 25 | 61 | 77 | 88 | 506 |
| Fuente: Agencia Estatal de Meteorología                                                                                                 | | | | | | | | | | | | | |

### Clima oceánico mediterráneo (Csb)

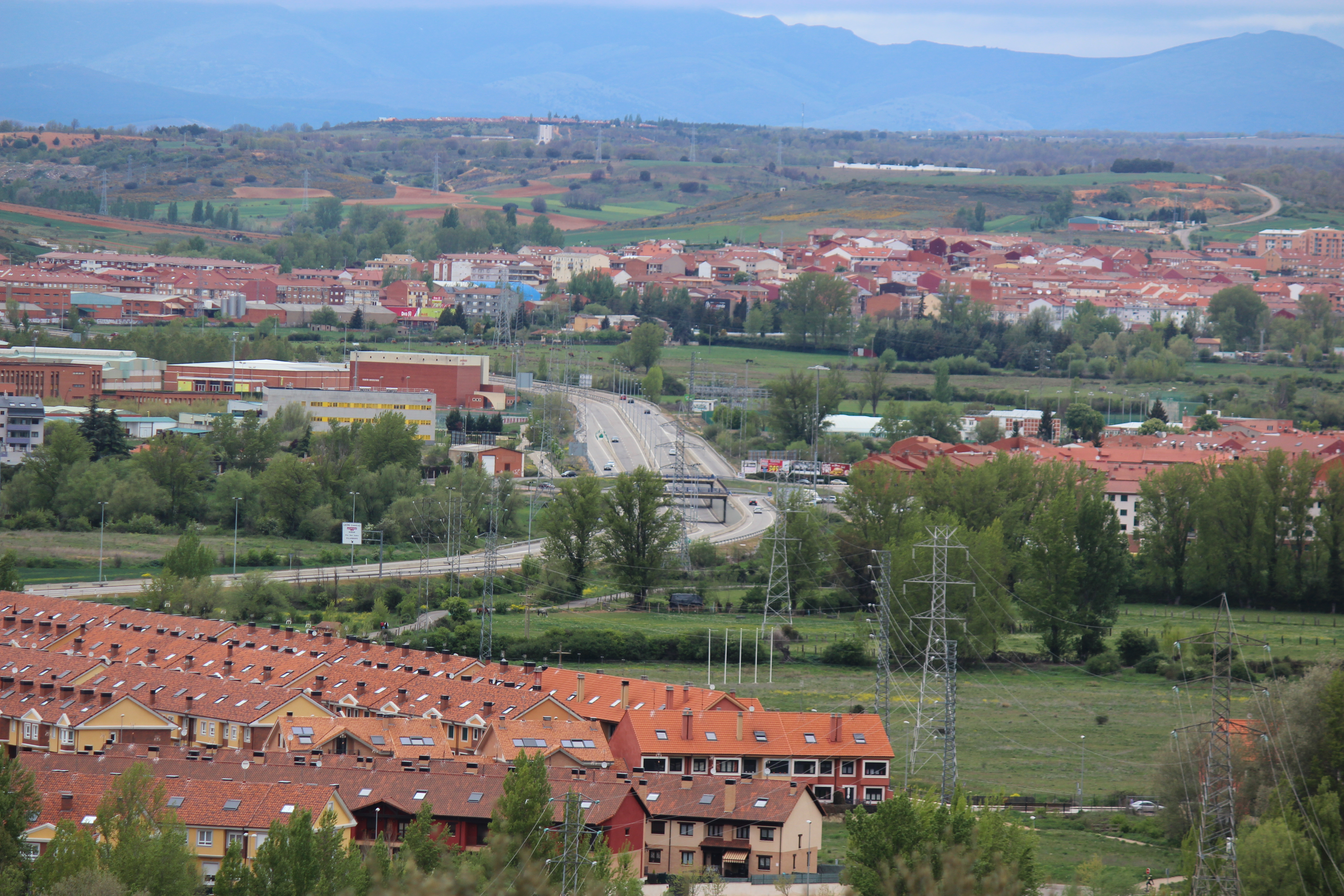
Paisaje de Villaobispo de las Regueras, en León, con clima oceánico mediterráneo.

Este es el segundo clima más común en España, dándose aproximadamente en el 22 % del territorio. Al igual que el clima mediterráneo (Csa), posee un mínimo de precipitaciones en verano pero, a diferencia, el verano es suave, pues no se superan los 22 °C de media en el mes más cálido. La zona más representativa de España con este clima es el sur de Galicia. También se encuentra en zonas montañosas de la península ibérica y Mallorca como variación en altitud del clima mediterráneo (Csa), así como en la zona del Estrecho de Gibraltar. En Canarias se da en zonas del interior, especialmente de altitud media-alta de las islas de Tenerife, Gran Canaria, La Gomera, El Hierro y La Palma.
La ciudad de León es un ejemplo del clima oceánico mediterráneo Csb:
| Parámetros climáticos promedio de Observatorio del Aeropuerto de León (916 m s. n. m.) (periodo de referencia: 1981-2010) | Parámetros climáticos promedio de Observatorio del Aeropuerto de León (916 m s. n. m.) (periodo de referencia: 1981-2010) | Parámetros climáticos promedio de Observatorio del Aeropuerto de León (916 m s. n. m.) (periodo de referencia: 1981-2010) | Parámetros climáticos promedio de Observatorio del Aeropuerto de León (916 m s. n. m.) (periodo de referencia: 1981-2010) | Parámetros climáticos promedio de Observatorio del Aeropuerto de León (916 m s. n. m.) (periodo de referencia: 1981-2010) | Parámetros climáticos promedio de Observatorio del Aeropuerto de León (916 m s. n. m.) (periodo de referencia: 1981-2010) | Parámetros climáticos promedio de Observatorio del Aeropuerto de León (916 m s. n. m.) (periodo de referencia: 1981-2010) | Parámetros climáticos promedio de Observatorio del Aeropuerto de León (916 m s. n. m.) (periodo de referencia: 1981-2010) | Parámetros climáticos promedio de Observatorio del Aeropuerto de León (916 m s. n. m.) (periodo de referencia: 1981-2010) | Parámetros climáticos promedio de Observatorio del Aeropuerto de León (916 m s. n. m.) (periodo de referencia: 1981-2010) | Parámetros climáticos promedio de Observatorio del Aeropuerto de León (916 m s. n. m.) (periodo de referencia: 1981-2010) | Parámetros climáticos promedio de Observatorio del Aeropuerto de León (916 m s. n. m.) (periodo de referencia: 1981-2010) | Parámetros climáticos promedio de Observatorio del Aeropuerto de León (916 m s. n. m.) (periodo de referencia: 1981-2010) | Parámetros climáticos promedio de Observatorio del Aeropuerto de León (916 m s. n. m.) (periodo de referencia: 1981-2010) |
| Mes | Ene. | Feb. | Mar. | Abr. | May. | Jun. | Jul. | Ago. | Sep. | Oct. | Nov. | Dic. | Anual |
| --- | --- | --- | --- | --- | --- | --- | --- | --- | --- | --- | --- | --- | --- |
| Temp. máx. media (°C) | 7.1 | 9.5 | 13.3 | 14.8 | 18.6 | 24.0 | 27.4 | 26.9 | 22.9 | 16.7 | 11.2 | 8.0 | 16.7 |
| Temp. media (°C) | 3.2 | 4.7 | 7.6 | 9.0 | 12.6 | 17.1 | 19.8 | 19.6 | 16.5 | 11.7 | 7.0 | 4.2 | 11.1 |
| Temp. mín. media (°C) | -0.7 | 0.0 | 1.9 | 3.3 | 6.6 | 10.2 | 12.2 | 12.3 | 10.1 | 6.7 | 2.8 | 0.4 | 5.5 |
| Precipitación total (mm)                                                                                                  | 50.0 | 34.5 | 32.0 | 44.8 | 56.3 | 30.7 | 19.4 | 22.8 | 38.9 | 61.1 | 59.1 | 65.6 | 515.2 |
| Fuente: Agencia Estatal de Meteorología                                                                                   | | | | | | | | | | | | | |

Otro ejemplo del clima oceánico mediterráneo Csb es el observatorio del Aeropuerto de Tenerife Norte en San Cristóbal de La Laguna (Tenerife), si bien este es más cercano al límite con el clima mediterráneo (Csa). Además, a diferencia del clima de León, que tiene un invierno moderadamente frío, este posee un invierno muy suave:
| Parámetros climáticos promedio de Observatorio del Aeropuerto de Tenerife Norte (632 m s. n. m.) (Periodo de referencia: 1981-2010) | Parámetros climáticos promedio de Observatorio del Aeropuerto de Tenerife Norte (632 m s. n. m.) (Periodo de referencia: 1981-2010) | Parámetros climáticos promedio de Observatorio del Aeropuerto de Tenerife Norte (632 m s. n. m.) (Periodo de referencia: 1981-2010) | Parámetros climáticos promedio de Observatorio del Aeropuerto de Tenerife Norte (632 m s. n. m.) (Periodo de referencia: 1981-2010) | Parámetros climáticos promedio de Observatorio del Aeropuerto de Tenerife Norte (632 m s. n. m.) (Periodo de referencia: 1981-2010) | Parámetros climáticos promedio de Observatorio del Aeropuerto de Tenerife Norte (632 m s. n. m.) (Periodo de referencia: 1981-2010) | Parámetros climáticos promedio de Observatorio del Aeropuerto de Tenerife Norte (632 m s. n. m.) (Periodo de referencia: 1981-2010) | Parámetros climáticos promedio de Observatorio del Aeropuerto de Tenerife Norte (632 m s. n. m.) (Periodo de referencia: 1981-2010) | Parámetros climáticos promedio de Observatorio del Aeropuerto de Tenerife Norte (632 m s. n. m.) (Periodo de referencia: 1981-2010) | Parámetros climáticos promedio de Observatorio del Aeropuerto de Tenerife Norte (632 m s. n. m.) (Periodo de referencia: 1981-2010) | Parámetros climáticos promedio de Observatorio del Aeropuerto de Tenerife Norte (632 m s. n. m.) (Periodo de referencia: 1981-2010) | Parámetros climáticos promedio de Observatorio del Aeropuerto de Tenerife Norte (632 m s. n. m.) (Periodo de referencia: 1981-2010) | Parámetros climáticos promedio de Observatorio del Aeropuerto de Tenerife Norte (632 m s. n. m.) (Periodo de referencia: 1981-2010) | Parámetros climáticos promedio de Observatorio del Aeropuerto de Tenerife Norte (632 m s. n. m.) (Periodo de referencia: 1981-2010) |
| Mes | Ene. | Feb. | Mar. | Abr. | May. | Jun. | Jul. | Ago. | Sep. | Oct. | Nov. | Dic. | Anual |
| --- | --- | --- | --- | --- | --- | --- | --- | --- | --- | --- | --- | --- | --- |
| Temp. máx. media (°C) | 16.0 | 16.7 | 18.2 | 18.5 | 20.1 | 22.2 | 24.7 | 25.7 | 24.9 | 22.5 | 19.6 | 17.1 | 20.5 |
| Temp. media (°C) | 13.1 | 13.4 | 14.5 | 14.7 | 16.1 | 18.1 | 20.2 | 21.2 | 20.7 | 18.9 | 16.5 | 14.3 | 16.8 |
| Temp. mín. media (°C) | 10.2 | 10.0 | 10.7 | 10.9 | 12.0 | 14.0 | 15.7 | 16.6 | 16.5 | 15.2 | 13.3 | 11.5 | 13.0 |
| Precipitación total (mm) | 79.9 | 70.2 | 61.4 | 38.8 | 18.7 | 10.7 | 6.4 | 5.2 | 15.9 | 47.0 | 81.1 | 82.3 | 520.3 |
| Fuente: Agencia Estatal de Meteorología                                                                                             | | | | | | | | | | | | | |

### Clima oceánico (Cfb)

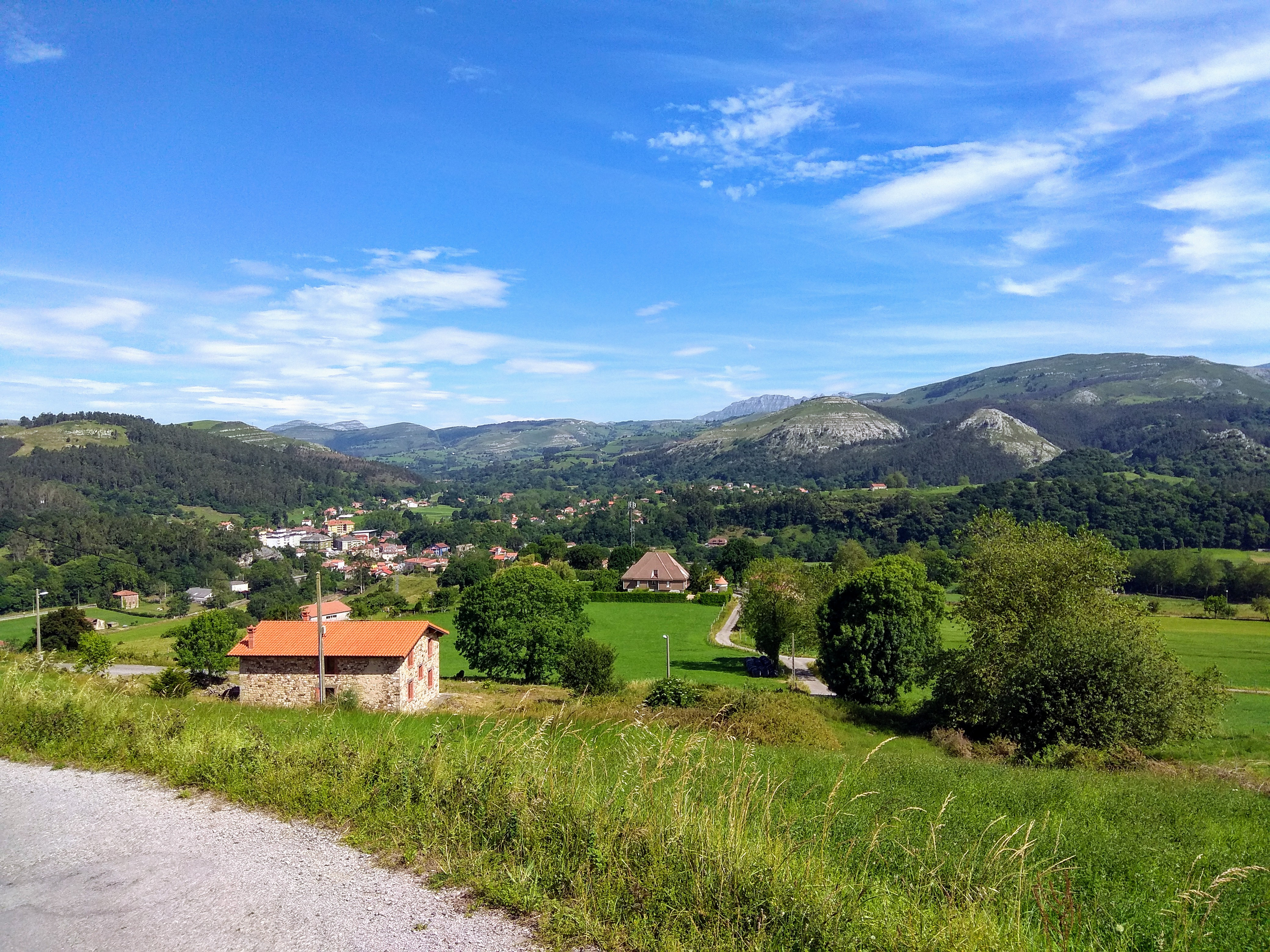
Paisaje de la localidad de Riotuerto, en Cantabria, con clima oceánico.

Se caracteriza por la constancia de las precipitaciones durante todo el año, sin tener un mínimo notable de precipitaciones. Además, el mes más cálido no supera los 22 °C. Este clima ocupa aproximadamente el 16 % del territorio español, siendo el tercer clima más común en España de acuerdo con la clasificación climática de Köppen. Se da especialmente en la mayor parte de la franja costera del norte (Norte de Galicia, Asturias, Cantabria y País Vasco), aunque también se da al sur de los Pirineos en zonas de altitud media y en ciertas zonas del interior, especialmente en gran parte de las provincias de Burgos, La Rioja, Soria y Teruel, donde la altitud modera las temperaturas e impide que se superen los 22 °C de media en verano.
En las franja costera del norte las precipitaciones son muy abundantes, llegando a superar los 1500 mm anuales. Sin embargo no siempre se dan precipitaciones excesivas en el clima Cfb, como ocurre en gran parte de la provincia de Teruel donde las precipitaciones se sitúan entre 400 y 500 mm anuales. En las zonas costeras, las temperaturas en invierno están suavizadas por el mar (entre 8 y 10 °C) y en verano son suaves (entre 18 y 22 °C de media), habiendo una amplitud térmica muy reducida. Conforme nos alejamos de la costa, el invierno se hace más frío. En las zonas del interior que poseen el clima Cfb, es la altitud lo que provoca que las temperaturas no superen los 22 °C de media, lo que a su vez provoca que las temperaturas medias en enero se sitúen entre 2 y 4 grados.
La ciudad de Santander, situada en la costa cantábrica, es un ejemplo de clima oceánico (Cfb):
| Parámetros climáticos promedio de Observatorio del Aeropuerto de Santander (5 m s. n. m.) (Periodo de referencia: 1981-2010) | Parámetros climáticos promedio de Observatorio del Aeropuerto de Santander (5 m s. n. m.) (Periodo de referencia: 1981-2010) | Parámetros climáticos promedio de Observatorio del Aeropuerto de Santander (5 m s. n. m.) (Periodo de referencia: 1981-2010) | Parámetros climáticos promedio de Observatorio del Aeropuerto de Santander (5 m s. n. m.) (Periodo de referencia: 1981-2010) | Parámetros climáticos promedio de Observatorio del Aeropuerto de Santander (5 m s. n. m.) (Periodo de referencia: 1981-2010) | Parámetros climáticos promedio de Observatorio del Aeropuerto de Santander (5 m s. n. m.) (Periodo de referencia: 1981-2010) | Parámetros climáticos promedio de Observatorio del Aeropuerto de Santander (5 m s. n. m.) (Periodo de referencia: 1981-2010) | Parámetros climáticos promedio de Observatorio del Aeropuerto de Santander (5 m s. n. m.) (Periodo de referencia: 1981-2010) | Parámetros climáticos promedio de Observatorio del Aeropuerto de Santander (5 m s. n. m.) (Periodo de referencia: 1981-2010) | Parámetros climáticos promedio de Observatorio del Aeropuerto de Santander (5 m s. n. m.) (Periodo de referencia: 1981-2010) | Parámetros climáticos promedio de Observatorio del Aeropuerto de Santander (5 m s. n. m.) (Periodo de referencia: 1981-2010) | Parámetros climáticos promedio de Observatorio del Aeropuerto de Santander (5 m s. n. m.) (Periodo de referencia: 1981-2010) | Parámetros climáticos promedio de Observatorio del Aeropuerto de Santander (5 m s. n. m.) (Periodo de referencia: 1981-2010) | Parámetros climáticos promedio de Observatorio del Aeropuerto de Santander (5 m s. n. m.) (Periodo de referencia: 1981-2010) |
| Mes | Ene. | Feb. | Mar. | Abr. | May. | Jun. | Jul. | Ago. | Sep. | Oct. | Nov. | Dic. | Anual |
| --- | --- | --- | --- | --- | --- | --- | --- | --- | --- | --- | --- | --- | --- |
| Temp. máx. media (°C) | 13.6 | 13.8 | 15.7 | 16.6 | 19.1 | 21.6 | 23.6 | 24.2 | 22.8 | 20.3 | 16.3 | 14.2 | 18.5 |
| Temp. media (°C) | 9.7 | 9.8 | 11.3 | 12.4 | 15.1 | 17.8 | 19.8 | 20.3 | 18.6 | 16.1 | 12.5 | 10.5 | 14.5 |
| Temp. mín. media (°C) | 5.8 | 5.7 | 7.0 | 8.3 | 11.1 | 13.9 | 16.0 | 16.4 | 14.4 | 11.8 | 8.7 | 6.7 | 10.5 |
| Precipitación total (mm) | 106.2 | 92.2 | 87.9 | 102.2 | 78.0 | 58.2 | 52.4 | 73.4 | 83.1 | 119.8 | 157.1 | 118.4 | 1129.0 |
| Fuente: Agencia Estatal de Meteorología                                                                                      | | | | | | | | | | | | | |

### Clima subtropical húmedo (Cfa)

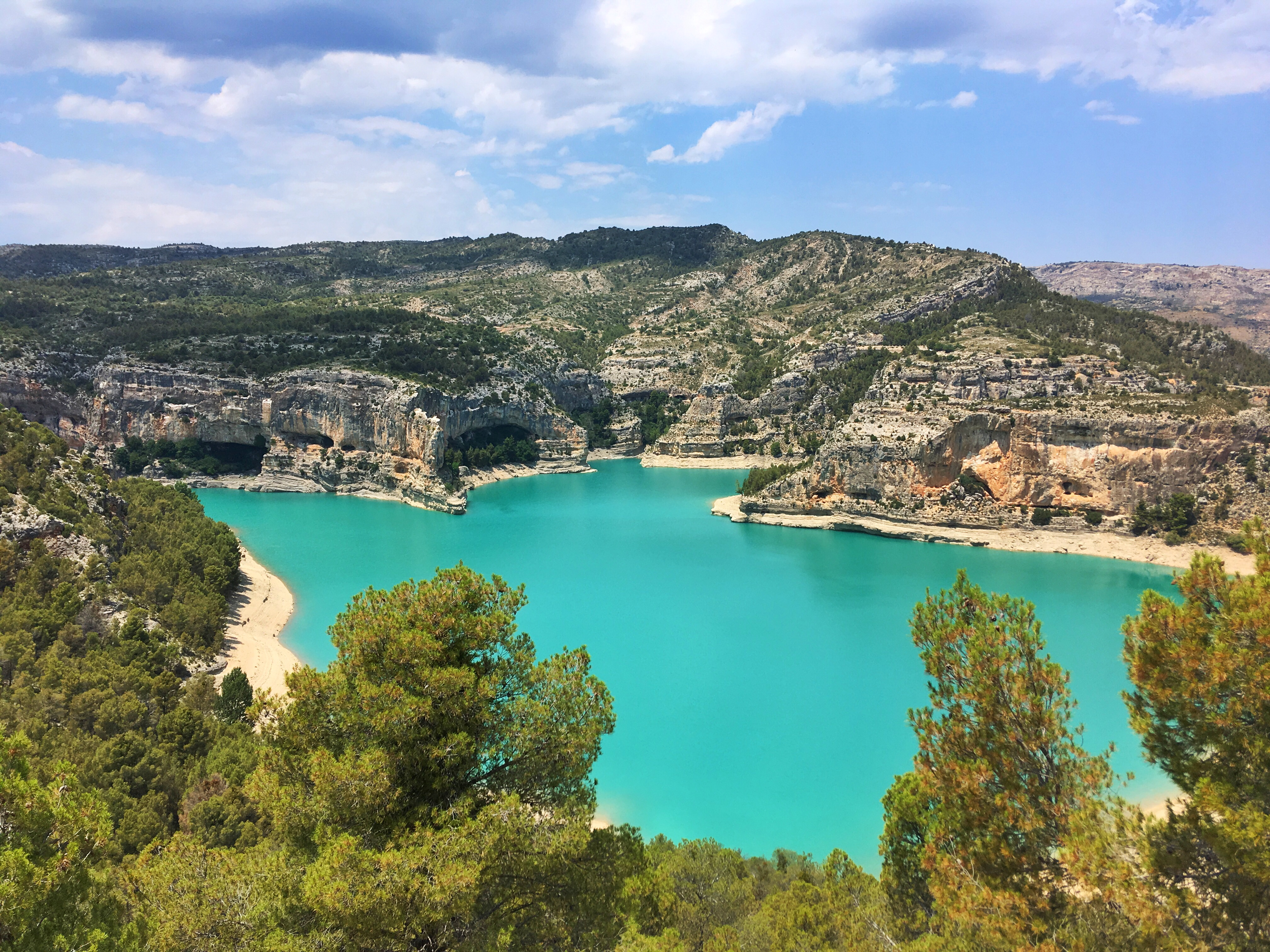
Embalse de Santolea, en Teruel, Aragón, con clima subtropical húmedo.

Este clima está caracterizado por la constancia de las precipitaciones durante todo el año. Sin embargo, a diferencia del clima oceánico (Cfb), los veranos son calurosos, superándose los 22 °C de media en el mes más cálido. Este clima ocupa entre el 3 y el 4 % del territorio español y se da casi únicamente en las zonas de baja altitud del Prepirineo y alrededor de la depresión del Ebro. En las zonas donde se da el clima Cfa las precipitaciones no suelen ser demasiado abundantes, situándose en casi todo el territorio por debajo de los 750 mm anuales. En los alrededores de la depresión del Ebro las precipitaciones se mantienen bajas, en general por debajo de los 500 mm anuales y bajando de los 400 mm en algunas zonas, de manera que el clima se mantiene cerca del límite con el clima semiárido, el cual se da en la mayor parte de la depresión del Ebro.
La ciudad de Gerona es un ejemplo de clima subtropical húmedo Cfa:
| Parámetros climáticos promedio de Observatorio del Aeropuerto de Gerona (143 m s. n. m.) (Periodo de referencia: 1981-2010) | Parámetros climáticos promedio de Observatorio del Aeropuerto de Gerona (143 m s. n. m.) (Periodo de referencia: 1981-2010) | Parámetros climáticos promedio de Observatorio del Aeropuerto de Gerona (143 m s. n. m.) (Periodo de referencia: 1981-2010) | Parámetros climáticos promedio de Observatorio del Aeropuerto de Gerona (143 m s. n. m.) (Periodo de referencia: 1981-2010) | Parámetros climáticos promedio de Observatorio del Aeropuerto de Gerona (143 m s. n. m.) (Periodo de referencia: 1981-2010) | Parámetros climáticos promedio de Observatorio del Aeropuerto de Gerona (143 m s. n. m.) (Periodo de referencia: 1981-2010) | Parámetros climáticos promedio de Observatorio del Aeropuerto de Gerona (143 m s. n. m.) (Periodo de referencia: 1981-2010) | Parámetros climáticos promedio de Observatorio del Aeropuerto de Gerona (143 m s. n. m.) (Periodo de referencia: 1981-2010) | Parámetros climáticos promedio de Observatorio del Aeropuerto de Gerona (143 m s. n. m.) (Periodo de referencia: 1981-2010) | Parámetros climáticos promedio de Observatorio del Aeropuerto de Gerona (143 m s. n. m.) (Periodo de referencia: 1981-2010) | Parámetros climáticos promedio de Observatorio del Aeropuerto de Gerona (143 m s. n. m.) (Periodo de referencia: 1981-2010) | Parámetros climáticos promedio de Observatorio del Aeropuerto de Gerona (143 m s. n. m.) (Periodo de referencia: 1981-2010) | Parámetros climáticos promedio de Observatorio del Aeropuerto de Gerona (143 m s. n. m.) (Periodo de referencia: 1981-2010) | Parámetros climáticos promedio de Observatorio del Aeropuerto de Gerona (143 m s. n. m.) (Periodo de referencia: 1981-2010) |
| Mes | Ene. | Feb. | Mar. | Abr. | May. | Jun. | Jul. | Ago. | Sep. | Oct. | Nov. | Dic. | Anual |
| --- | --- | --- | --- | --- | --- | --- | --- | --- | --- | --- | --- | --- | --- |
| Temp. máx. media (°C) | 13.1 | 14.1 | 16.7 | 18.8 | 22.4 | 26.6 | 30.1 | 29.8 | 26.1 | 21.8 | 16.6 | 13.6 | 20.8 |
| Temp. media (°C) | 7.1 | 7.9 | 10.4 | 12.5 | 16.3 | 20.4 | 23.6 | 23.4 | 20.1 | 16.2 | 10.9 | 7.8 | 14.7 |
| Temp. mín. media (°C) | 1.1 | 1.7 | 4.1 | 6.2 | 10.1 | 14.3 | 17.1 | 17.0 | 14.1 | 10.5 | 5.2 | 2.0 | 8.6 |
| Precipitación total (mm) | 62.0 | 51.3 | 50.2 | 66.6 | 71.1 | 59.6 | 32.3 | 45.7 | 69.9 | 87.9 | 69.7 | 56.1 | 727.5 |
| Fuente: Agencia Estatal de Meteorología                                                                                     | | | | | | | | | | | | | |

### Climas secos (B)

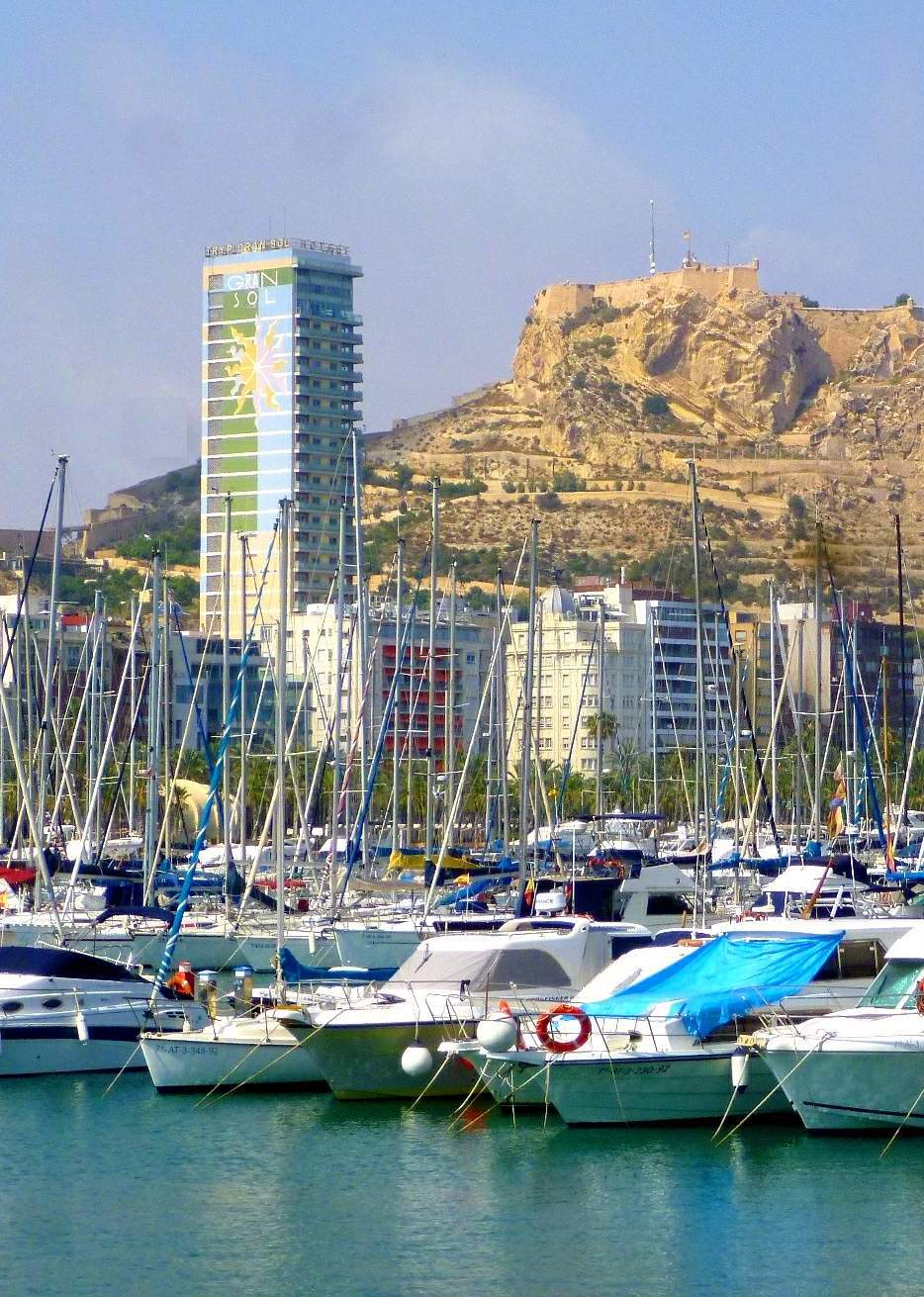
Alicante, en la Comunidad Valenciana, con clima semiárido.

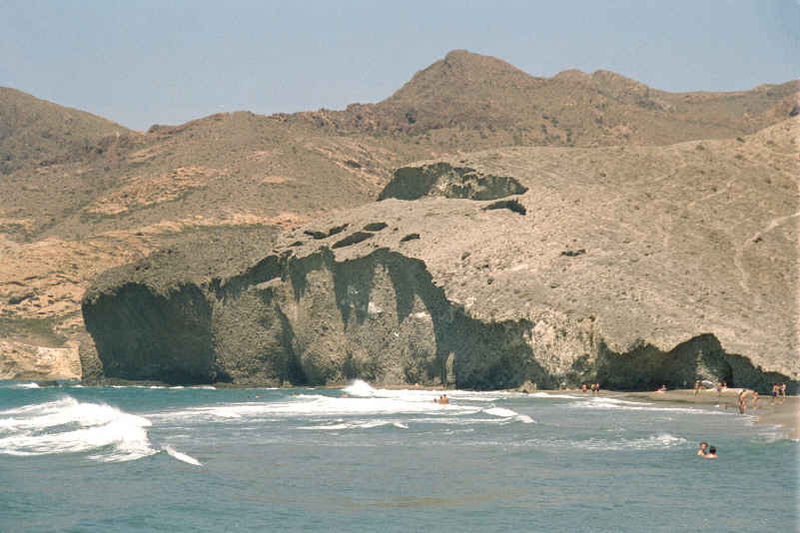
Cabo de Gata, en Almería, Andalucía, con clima árido.

Los climas de tipo B se caracterizan por la escasez de precipitaciones. Se diferencian dos tipos: el clima árido o desértico (BW) que recibe una precipitación muy baja y el clima semiárido (BS) en el que la aridez es más moderada. Cada uno de estos dos tipos se divide a su vez en los subtipos cálido (letra h) y frío (letra k) según la temperatura media anual sea mayor o menor que 18 °C.

#### Clima semidesértico o semiárido (BSk y BSh)
En la península ibérica, el clima semiárido frío (BSk) se extienden ampliamente por el sureste de la Península y valle del Ebro y, en menor extensión, en la meseta sur, Extremadura e Islas Baleares, mientras que el clima semiárido cálido (BSh) se da únicamente en pequeñas franjas de las provincias de Alicante, Murcia y Almería y, en menor medida, en Jaén y Sevilla. En las Islas Canarias, los climas áridos y semiáridos son los más comunes. En concreto el clima semiárido BS es menos común, aunque se da en prácticamente todas las islas, si bien en Lanzarote, Fuerteventura y La Palma se da escasamente. En general el clima semiárido cálido BSh se da en zonas costeras o de baja altitud de las islas mientras que el clima semiárido frío BSk se da en zonas de mayor altitud.
La ciudad de Zaragoza es un ejemplo del clima semiárido frío (BSk):
| Parámetros climáticos promedio de Observatorio del Aeropuerto de Zaragoza (263 m s. n. m.) (Periodo de referencia: 1981-2010) | Parámetros climáticos promedio de Observatorio del Aeropuerto de Zaragoza (263 m s. n. m.) (Periodo de referencia: 1981-2010) | Parámetros climáticos promedio de Observatorio del Aeropuerto de Zaragoza (263 m s. n. m.) (Periodo de referencia: 1981-2010) | Parámetros climáticos promedio de Observatorio del Aeropuerto de Zaragoza (263 m s. n. m.) (Periodo de referencia: 1981-2010) | Parámetros climáticos promedio de Observatorio del Aeropuerto de Zaragoza (263 m s. n. m.) (Periodo de referencia: 1981-2010) | Parámetros climáticos promedio de Observatorio del Aeropuerto de Zaragoza (263 m s. n. m.) (Periodo de referencia: 1981-2010) | Parámetros climáticos promedio de Observatorio del Aeropuerto de Zaragoza (263 m s. n. m.) (Periodo de referencia: 1981-2010) | Parámetros climáticos promedio de Observatorio del Aeropuerto de Zaragoza (263 m s. n. m.) (Periodo de referencia: 1981-2010) | Parámetros climáticos promedio de Observatorio del Aeropuerto de Zaragoza (263 m s. n. m.) (Periodo de referencia: 1981-2010) | Parámetros climáticos promedio de Observatorio del Aeropuerto de Zaragoza (263 m s. n. m.) (Periodo de referencia: 1981-2010) | Parámetros climáticos promedio de Observatorio del Aeropuerto de Zaragoza (263 m s. n. m.) (Periodo de referencia: 1981-2010) | Parámetros climáticos promedio de Observatorio del Aeropuerto de Zaragoza (263 m s. n. m.) (Periodo de referencia: 1981-2010) | Parámetros climáticos promedio de Observatorio del Aeropuerto de Zaragoza (263 m s. n. m.) (Periodo de referencia: 1981-2010) | Parámetros climáticos promedio de Observatorio del Aeropuerto de Zaragoza (263 m s. n. m.) (Periodo de referencia: 1981-2010) |
| Mes | Ene. | Feb. | Mar. | Abr. | May. | Jun. | Jul. | Ago. | Sep. | Oct. | Nov. | Dic. | Anual |
| --- | --- | --- | --- | --- | --- | --- | --- | --- | --- | --- | --- | --- | --- |
| Temp. máx. media (°C) | 10.5 | 13.1 | 17.3 | 19.6 | 24.1 | 29.3 | 32.4 | 31.7 | 27.1 | 21.4 | 14.8 | 10.8 | 24.9 |
| Temp. media (°C) | 6.6 | 8.2 | 11.6 | 13.8 | 18.0 | 22.6 | 25.3 | 25.0 | 21.2 | 16.2 | 10.6 | 7.0 | 15.5 |
| Temp. mín. media (°C) | 2.7 | 3.3 | 5.8 | 7.9 | 11.8 | 15.8 | 18.3 | 18.3 | 15.2 | 11.0 | 6.3 | 3.2 | 10.0 |
| Precipitación total (mm) | 21.0 | 21.5 | 19.1 | 39.3 | 43.7 | 26.4 | 17.3 | 16.6 | 29.5 | 36.4 | 29.8 | 21.4 | 332.0 |
| Fuente: Agencia Estatal de Meteorología                                                                                       | | | | | | | | | | | | | |

Murcia es un ejemplo del clima semiárido cálido (BSh):
| Parámetros climáticos promedio de Observatorio de Murcia (61 m s. n. m.) (Periodo de referencia: 1984-2010) | Parámetros climáticos promedio de Observatorio de Murcia (61 m s. n. m.) (Periodo de referencia: 1984-2010) | Parámetros climáticos promedio de Observatorio de Murcia (61 m s. n. m.) (Periodo de referencia: 1984-2010) | Parámetros climáticos promedio de Observatorio de Murcia (61 m s. n. m.) (Periodo de referencia: 1984-2010) | Parámetros climáticos promedio de Observatorio de Murcia (61 m s. n. m.) (Periodo de referencia: 1984-2010) | Parámetros climáticos promedio de Observatorio de Murcia (61 m s. n. m.) (Periodo de referencia: 1984-2010) | Parámetros climáticos promedio de Observatorio de Murcia (61 m s. n. m.) (Periodo de referencia: 1984-2010) | Parámetros climáticos promedio de Observatorio de Murcia (61 m s. n. m.) (Periodo de referencia: 1984-2010) | Parámetros climáticos promedio de Observatorio de Murcia (61 m s. n. m.) (Periodo de referencia: 1984-2010) | Parámetros climáticos promedio de Observatorio de Murcia (61 m s. n. m.) (Periodo de referencia: 1984-2010) | Parámetros climáticos promedio de Observatorio de Murcia (61 m s. n. m.) (Periodo de referencia: 1984-2010) | Parámetros climáticos promedio de Observatorio de Murcia (61 m s. n. m.) (Periodo de referencia: 1984-2010) | Parámetros climáticos promedio de Observatorio de Murcia (61 m s. n. m.) (Periodo de referencia: 1984-2010) | Parámetros climáticos promedio de Observatorio de Murcia (61 m s. n. m.) (Periodo de referencia: 1984-2010) |
| Mes | Ene. | Feb. | Mar. | Abr. | May. | Jun. | Jul. | Ago. | Sep. | Oct. | Nov. | Dic. | Anual |
| --- | --- | --- | --- | --- | --- | --- | --- | --- | --- | --- | --- | --- | --- |
| Temp. máx. media (°C)                                                                                       | 16.6 | 18.4 | 20.9 | 23.3 | 26.6 | 31.0 | 34.0 | 34.2 | 30.4 | 25.6 | 20.3 | 17.2 | 24.9 |
| Temp. media (°C)                                                                                            | 10.6 | 12.2 | 14.3 | 16.5 | 20.0 | 24.2 | 27.2 | 27.6 | 24.2 | 19.8 | 14.6 | 11.5 | 18.6 |
| Temp. mín. media (°C)                                                                                       | 4.7 | 5.9 | 7.7 | 9.7 | 13.3 | 17.4 | 20.3 | 20.9 | 18.0 | 13.9 | 8.9 | 5.8 | 12.3 |
| Precipitación total (mm)                                                                                    | 27.1 | 26.8 | 29.5 | 25.0 | 28.2 | 18.1 | 2.9 | 8.1 | 31.7 | 36.4 | 32.1 | 28.6 | 296.6 |
| Fuente: Agencia Estatal de Meteorología                                                                     | | | | | | | | | | | | | |

#### Clima desértico o árido (BWh y BWk)
En la península ibérica, se localizan en pequeñas áreas del sureste, en las provincias de Almería, Murcia y Alicante, coincidiendo con los mínimos pluviométricos peninsulares. El clima árido cálido (BWh) se da en zonas costeras o de baja altitud mientras que el clima árido frío, menos común, se da en pequeñas zonas de altitud media. En Canarias el clima desértico cálido (BWh) es el más común. Se da prácticamente en todas las islas, especialmente en la mayor parte de Lanzarote y Fuerteventura, en el sur y zonas costeras de Gran Canaria, en el sur de Tenerife y en las zonas costeras de La Gomera y El Hierro. El clima árido frío (BWk) se observa únicamente de forma testimonial en las laderas del suroeste de las islas de Tenerife y La Gomera, entre 500 y 700 m de altitud.
La mayor parte de Fuerteventura tiene claramente un clima desérico cálido (BWh), incluido el Aeropuerto de Fuerteventura como se muestra en la siguiente tabla:
| Parámetros climáticos promedio de Observatorio del Aeropuerto de Fuerteventura (25 m s. n. m.) (Periodo de referencia: 1981-2010) | Parámetros climáticos promedio de Observatorio del Aeropuerto de Fuerteventura (25 m s. n. m.) (Periodo de referencia: 1981-2010) | Parámetros climáticos promedio de Observatorio del Aeropuerto de Fuerteventura (25 m s. n. m.) (Periodo de referencia: 1981-2010) | Parámetros climáticos promedio de Observatorio del Aeropuerto de Fuerteventura (25 m s. n. m.) (Periodo de referencia: 1981-2010) | Parámetros climáticos promedio de Observatorio del Aeropuerto de Fuerteventura (25 m s. n. m.) (Periodo de referencia: 1981-2010) | Parámetros climáticos promedio de Observatorio del Aeropuerto de Fuerteventura (25 m s. n. m.) (Periodo de referencia: 1981-2010) | Parámetros climáticos promedio de Observatorio del Aeropuerto de Fuerteventura (25 m s. n. m.) (Periodo de referencia: 1981-2010) | Parámetros climáticos promedio de Observatorio del Aeropuerto de Fuerteventura (25 m s. n. m.) (Periodo de referencia: 1981-2010) | Parámetros climáticos promedio de Observatorio del Aeropuerto de Fuerteventura (25 m s. n. m.) (Periodo de referencia: 1981-2010) | Parámetros climáticos promedio de Observatorio del Aeropuerto de Fuerteventura (25 m s. n. m.) (Periodo de referencia: 1981-2010) | Parámetros climáticos promedio de Observatorio del Aeropuerto de Fuerteventura (25 m s. n. m.) (Periodo de referencia: 1981-2010) | Parámetros climáticos promedio de Observatorio del Aeropuerto de Fuerteventura (25 m s. n. m.) (Periodo de referencia: 1981-2010) | Parámetros climáticos promedio de Observatorio del Aeropuerto de Fuerteventura (25 m s. n. m.) (Periodo de referencia: 1981-2010) | Parámetros climáticos promedio de Observatorio del Aeropuerto de Fuerteventura (25 m s. n. m.) (Periodo de referencia: 1981-2010) |
| Mes | Ene. | Feb. | Mar. | Abr. | May. | Jun. | Jul. | Ago. | Sep. | Oct. | Nov. | Dic. | Anual |
| --- | --- | --- | --- | --- | --- | --- | --- | --- | --- | --- | --- | --- | --- |
| Temp. máx. media (°C) | 20.6 | 21.0 | 22.2 | 22.9 | 24.1 | 25.8 | 27.3 | 27.8 | 27.5 | 26.1 | 24.0 | 22.0 | 24.3 |
| Temp. media (°C) | 17.6 | 17.9 | 18.9 | 19.5 | 20.6 | 22.5 | 24.0 | 24.6 | 24.4 | 22.9 | 20.9 | 18.9 | 21.1 |
| Temp. mín. media (°C) | 14.7 | 14.8 | 15.5 | 16.0 | 17.1 | 19.1 | 20.8 | 21.5 | 21.2 | 19.8 | 17.7 | 15.9 | 17.8 |
| Precipitación total (mm) | 14.3 | 15.9 | 12.4 | 5.3 | 0.8 | 0.0 | 0.0 | 0.3 | 2.4 | 7.7 | 13.2 | 25.7 | 98.1 |
| Fuente: Agencia Estatal de Meteorología                                                                                           | | | | | | | | | | | | | |

### Climas de montaña (Dsa, Dsb, Dsc, Dfb, Dfc, Csc, Cfc y ET)

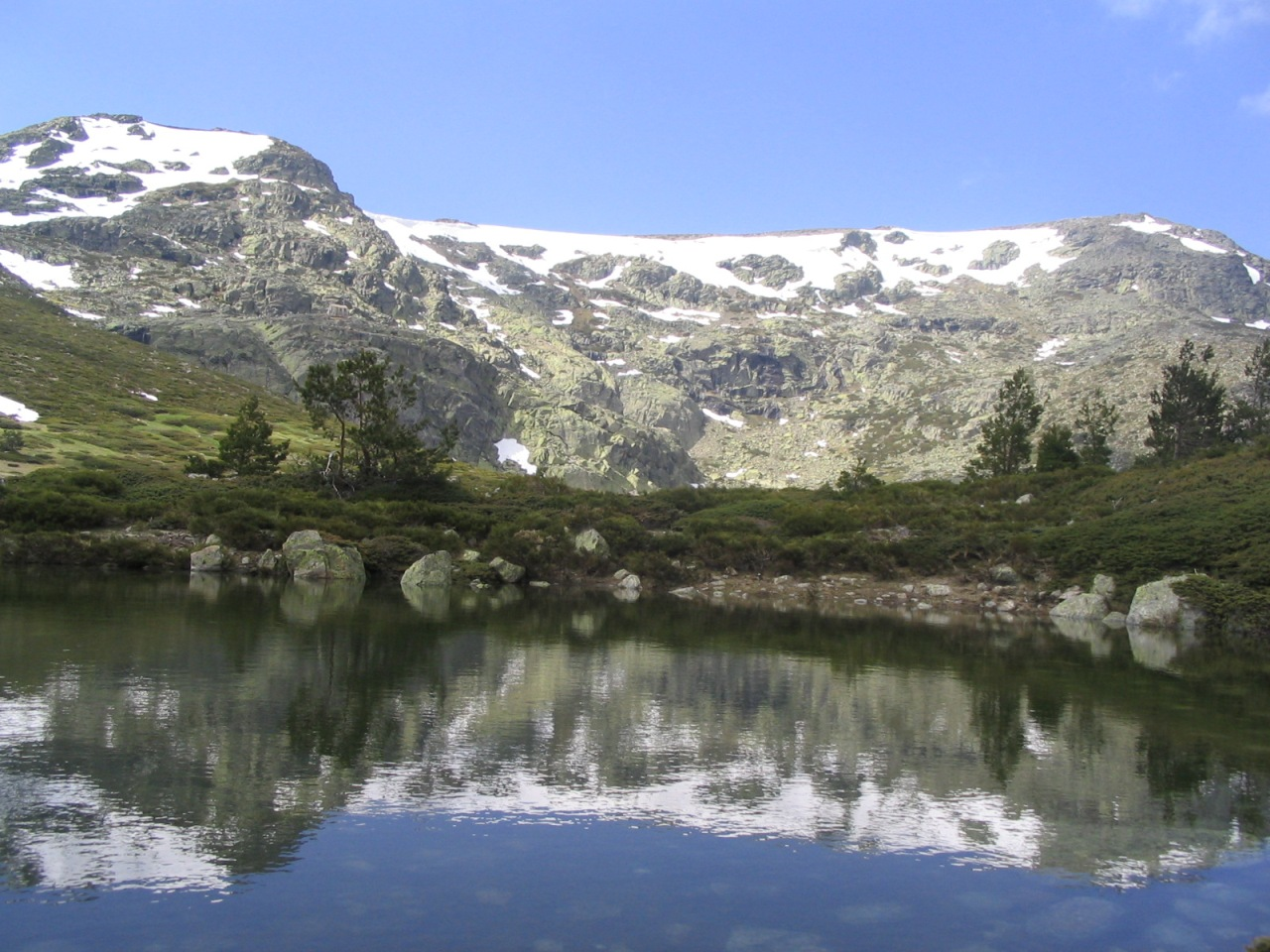
Circo y cima de Peñalara, en Madrid, con clima de montaña.

España tiene numerosas zonas montañosas de gran altitud, lo cual general un clima muy diferente al de las zonas colindantes de menor elevación, principalmente en la temperatura, que baja cuanto mayor es la altitud. La descripción de estos climas es muy complejo ya que unos pocos cientos de metros de diferencia en la altitud llegan a desencadenar notables cambios en el clima. Se pueden establecer los climas de montaña sólo a partir de los 1000 m y en ellos distinguir tres pisos o niveles: subalpino (1000–1500 m), alpino (1500–2500 m) y nival (>2500 m).
De acuerdo con la clasificación climática de Köppen podemos distinguir varios tipos de clima que se dan en las numerosas zonas montañosas de España. El más común es el clima oceánico mediterráneo (Csb) ya descrito anteriormente que se da, además de en otras zonas de baja altitud (generalmente del norte) o en mesetas, también en las zonas montañosas de altitud media, normalmente por debajo de los 2000 m. También el clima oceánico (Cfb) se da en las zonas montañosas de baja altitud, generalmente del norte peninsular. Otro tipo muy común son los climas templados fríos de tipo D, que se dan en zonas de mayor altitud. Estos climas se caracterizan, en general, porque la temperatura media del mes más cálido superior a los 10 °C y la del mes más frío es inferior a -3 °C. Sin embargo, tal y como hace la AEMET estableceremos los 0 °C como límite en lugar de los -3 °C. Ello conllevará que los climas de tipo D se darán en mucha mayor extensión. Dentro del clima D encontramos los subtipos Df y Ds, el primero caracterizado por la constancia de las precipitaciones durante todo el año y el segundo por tener un mínimo de precipitaciones en verano. El tipo Df se da especialmente en los Pirineos y también en gran parte del sistema ibérico. El tipo Ds se da especialmente en la Cordillera Cantábrica, en el Sistema Central y en las Cordilleras Béticas, además de en otras zonas montañosas como en el pico del Teide en altitudes mayores a los 2900 m. Los climas Df y Ds se subdividen en los tipos Dfb y Dfc, y Dsa y Dsb, y Dsc (los climas Dfa y Dfd, y Dsd no se dan en España), donde la letra b indica que las temperaturas medias superan los 10 °C al menos cuatro meses al año y la letra c indica que las temperaturas medias mayores de 10 °C se dan en menos de cuatro meses al año, registrándose en ambos casos una temperatura media del mes más cálido inferior a 22 °C. Así pues, los climas Dfb y Dsb se dan en zonas montañosas de altitud media-alta mientras que los climas Dfc y Dsc se dan en zonas montañosas de gran altitud. Sin embargo, en las montañas más altas de los Pirineos las temperaturas son muy bajas de manera que se da el clima de tundra ET, caracterizado porque la temperatura media del mes más cálido se sitúa entre 0 y 10 °C. Por último encontramos otro tipo de clima muy escaso que se observa únicamente en las Islas Canarias, en una estrecha franja alrededor del Pico del Teide en la isla de Tenerife, entre 2600 y 2900 m de altitud aproximadamente: el llamado clima subpolar oceánico de verano seco (Csc). Están caracterizado por una temperatura media del mes más cálido inferior a los 22 °C y porque las temperaturas medias mayores de 10 °C se dan en menos de cuatro meses al año; pero, a diferencia de los climas de tipo D, la temperatura media del mes más frío se sitúa entre 0 y 18 °C mientras que la del mes más cálido es superior a 10 °C. Además, posee un mínimo de precipitaciones en verano. Sin embargo, si consideráramos los -3 °C en lugar de los 0 °C de temperatura media del mes más frío, como se hace habitualmente, los climas de tipo D se darían en mucha menor extensión, restringiéndose casi únicamente a los Pirineos, Picos de Europa y Sierra Nevada, y dándose casi únicamente los tipos Dsc y Dfc, en mucha menor medida el tipo Dfb y el tipo Dsb se podría dar únicamente en Sierra Nevada de forma residual. De esta forma el clima Csc sustituiría a los climas de tipo D en varias zonas de montaña de la península ibérica (principalmente en la Cordillera Cantábrica, Sierra Nevada, Sistema Central y Montes de León) y en la montaña del Teide a partir de los 2600 m de altitud salvo quizá la zona de mayor altitud, de clima Dsc. Además, se daría también el clima subpolar oceánico (sin estación seca) Cfc en zonas montañosas del norte en la península ibérica (principalmente en Pirineos, el Sistema Ibérico y en una pequeña franja del norte de la Cordillera Cantábrica). Este clima se diferencia del clima Csc únicamente en que las precipitaciónes son más o menos constantes durante todo el año.
El Puerto de Navacerrada, en la Sierra de Guadarrama tiene un clima hemiboreal mediterráneo Dsa y Dsb si establecemos los 0 °C de temperatura media del mes más frío como límite entre los climas D y C y un clima oceánico mediterráneo Csb si establecemos los -3 °C:
| Parámetros climáticos promedio de Observatorio del Puerto de Navacerrada (1894 m s. n. m.) (Periodo de referencia: 1981-2010) | Parámetros climáticos promedio de Observatorio del Puerto de Navacerrada (1894 m s. n. m.) (Periodo de referencia: 1981-2010) | Parámetros climáticos promedio de Observatorio del Puerto de Navacerrada (1894 m s. n. m.) (Periodo de referencia: 1981-2010) | Parámetros climáticos promedio de Observatorio del Puerto de Navacerrada (1894 m s. n. m.) (Periodo de referencia: 1981-2010) | Parámetros climáticos promedio de Observatorio del Puerto de Navacerrada (1894 m s. n. m.) (Periodo de referencia: 1981-2010) | Parámetros climáticos promedio de Observatorio del Puerto de Navacerrada (1894 m s. n. m.) (Periodo de referencia: 1981-2010) | Parámetros climáticos promedio de Observatorio del Puerto de Navacerrada (1894 m s. n. m.) (Periodo de referencia: 1981-2010) | Parámetros climáticos promedio de Observatorio del Puerto de Navacerrada (1894 m s. n. m.) (Periodo de referencia: 1981-2010) | Parámetros climáticos promedio de Observatorio del Puerto de Navacerrada (1894 m s. n. m.) (Periodo de referencia: 1981-2010) | Parámetros climáticos promedio de Observatorio del Puerto de Navacerrada (1894 m s. n. m.) (Periodo de referencia: 1981-2010) | Parámetros climáticos promedio de Observatorio del Puerto de Navacerrada (1894 m s. n. m.) (Periodo de referencia: 1981-2010) | Parámetros climáticos promedio de Observatorio del Puerto de Navacerrada (1894 m s. n. m.) (Periodo de referencia: 1981-2010) | Parámetros climáticos promedio de Observatorio del Puerto de Navacerrada (1894 m s. n. m.) (Periodo de referencia: 1981-2010) | Parámetros climáticos promedio de Observatorio del Puerto de Navacerrada (1894 m s. n. m.) (Periodo de referencia: 1981-2010) |
| Mes | Ene. | Feb. | Mar. | Abr. | May. | Jun. | Jul. | Ago. | Sep. | Oct. | Nov. | Dic. | Anual |
| --- | --- | --- | --- | --- | --- | --- | --- | --- | --- | --- | --- | --- | --- |
| Temp. máx. media (°C) | 2.3 | 3.0 | 5.8 | 7.0 | 11.5 | 18.0 | 22.4 | 22.2 | 17.2 | 10.6 | 5.6 | 3.3 | 10.7 |
| Temp. media (°C) | -0.4 | 0.1 | 2.3 | 3.4 | 7.4 | 13.2 | 17.0 | 16.8 | 12.7 | 7.3 | 2.8 | 0.7 | 6.9 |
| Temp. mín. media (°C) | -3.2 | -2.9 | -1.1 | -0.3 | 3.2 | 8.3 | 11.5 | 11.5 | 8.2 | 3.9 | 0.1 | -2.0 | 3.1 |
| Precipitación total (mm) | 123.8 | 95.9 | 83.8 | 127.1 | 124.5 | 63.5 | 23.2 | 26.0 | 60.2 | 155.7 | 176.4 | 163.1 | 1223.3 |
| Fuente: Agencia Estatal de Meteorología                                                                                       | | | | | | | | | | | | | |

## El clima urbano
Al contrario que otros climas, el clima urbano, es un clima creado: "la isla de calor", a partir de la intervención humana a consecuencia a su actividad en las grandes ciudades: contaminación atmosférica, grandes rascacielos, etc. Este clima está considerado como un microclima por el tamaño de la superficie afectada, no así por sus repercusiones, que en muchos casos atañen a la mayoría de los habitantes de una región concentrados en uno o varios municipios. Nadie puede negar el interés que tiene el conocimiento de las condiciones climáticas de la alta montaña, del somontano ibérico o de las estepas cerealistas meseteñas, pero el cada día climático lo disfrutamos o lo padecemos la mayoría de nosotros en un entorno urbano.
Que el ambiente de las grandes ciudades se está deteriorando y es motivo de inquietud general es tan obvio que hasta ha entrado a formar parte del discurso político. Pero, haciendo justicia con el pasado, la luz roja encendida ha de ser más una advertencia sobre el descenso del nivel de vida que una intimidación por la supervivencia. Los malos olores, el ruido, las enfermedades de todo tipo y la peste han sido los desechos inevitables del desarrollo urbano desde sus orígenes. Porquería, crímenes, hacinamiento y catástrofes son el envés de la higiene, el respeto por la convivencia y la calidad de vida alcanzados desde una cultura urbana.
Las referencias a la insalubridad de las ciudades aparece ya en los textos clásicos, pero solo a partir del siglo XIX se establecen criterios científicos para evaluar los efectos de la contaminación sobre el clima urbano. Howard, en su libro sobre el clima de Londres deducido de observaciones meteorológicas (1818) vincula la niebla (fog city) con la emisión de contaminantes por la combustión y destaca, por primera vez, los contrastes térmicos entre la ciudad y el campo. Pero es Chandler (1967) quien escribe, también sobre Londres, el primer estudio riguroso sobre la climatología urbana.
Decíamos que desde sus orígenes la ciudad siempre ha tenido unas condiciones físicas de vida distintas, un clima diferenciado del entorno rural. Pero es a partir de la industrialización cuando los contrastes se han agudizado hasta el punto de ser perfectamente mensurables en los siguientes aspectos: niebla, humedad, vientos, precipitaciones y temperaturas.
- La niebla urbana no es sólo un horizonte de gotitas de agua en suspensión que reduce la visibilidad sino que en ella son parte decisiva otros contaminantes como el humo, hollines, aerosoles nocivos, gases varios, etc. Incluso puede haber niebla sin humedad y entonces recibe el nombre de smog (humo y niebla), palabra admitida ya internacionalmente como sinónimo de atmósfera espesa y muy contaminada. Ésta es frecuente en las grandes ciudades durante el invierno, con el viento en calma y bajo el dominio del anticiclón. Los efectos sobre quienes padecen dolencias respiratorias pueden ser letales, como ocurrió en el emblemático caso de Londres (5-9 de diciembre de 1952), periodo en el que murieron casi 5000 personas por causa del smog. Desde entonces se han tomado medidas rigurosas en la emisión de contaminantes a la atmósfera: alejando del casco urbano numerosas industrias, reduciendo por decreto el horario de las calefacciones o regulando la circulación de los automóviles por matrículas pares e impares según los días. La expansión de las áreas peatonales en los casos históricos es una muestra más de esta preocupación ambiental.

Madrid y Barajas son un buen ejemplo de la influencia del casco urbano en la formación de nieblas: la ciudad registra 38 días por año y el aeropuerto 17. Los cinco días de niebla en Valencia, a principios de siglo, han pasado a 16 en las últimas décadas debido, sin duda, a su fuerte industrialización.
En resumen, y con respecto al medio rural, el urbano sufre un 100 % más de niebla en invierno y un 30 % en verano.
- La humedad. Parece ser que no hay todavía estudios concluyentes sobre los valores de la humedad relativa en la ciudad y su entorno. Según Sukopp (1989) este es un 2 % más húmedo en invierno y un 8-10 % en verano. Las causas hay que buscarlas en la ausencia dentro del perímetro urbano de extensas masas de agua y de vegetación, a pesar de los grandes volúmenes de vapor aportados por las calefacciones y la combustión por tráfico, pues el agua es un subproducto de los hidrocarburos.
- La velocidad del viento en la ciudad es entre un 10-20 % más débil que en el campo debido a la fricción constante con los edificios y a la interposición en su recorrido de calles perpendiculares. También es cierto que, en algunas ocasiones, el viento puede adquirir mayor velocidad si se enfila por una vía larga y estrecha. Como norma general, los vientos fuertes son más rápidos en la campiña y los débiles (3–5 m/s) ganan velocidad dentro del casco urbano. En este se da un fenómeno que, a pequeña escala, nos recuerda a la famosa chimenea ecuatorial: desde el centro asciende una corriente convectiva que al enfriarse desciende por ambos extrarradios.

También se establece con el campo un intercambio eólico semejante al que existe entre el mar y la costa: durante el día fluye la brisa desde la ciudad hacia el exterior, más caldeado por la mayor cantidad de radiación recibida, y durante la noche el fenómeno se invierte al enfriarse el campo más rápidamente que la ciudad.
- Las precipitaciones urbanas son más cuantiosas que las rurales en un 5-10 %, llegando hasta el 30 %. Según López Gómez es posible que la mayor turbulencia térmica y mecánica sea más efectiva que la contaminación (1993:27) a la hora de atraer las precipitaciones sobre el centro urbano. Entre las causas que explican este fenómeno están las siguientes:
- Las corrientes convectivas ascendentes originadas en la isla de calor.
- La presencia de numerosos núcleos de condensación que alimentan la formación de nieblas y nubes.
- La aportación de abundante vapor de agua por las calefacciones y usos industriales.

Como resumen, se ha comprobado aquí y en otros países que las grandes ciudades reciben más precipitaciones que su entorno, que disfrutan de más días de lluvia, que las tormentas veraniegas (algunas acompañadas de granizo) son algo más frecuentes y que, por el contrario, la nieve hace menos acto de presencia debido al calor que envuelve a la ciudad como un hongo nocivamente protector.
- La temperatura anual de la ciudad es algo más elevada (1-3°) que a extramuros, pero este valor no es relevante. Las diferencias verdaderas se establecen durante la noche: 4-6° son habituales y se han registrado hasta 11°. El centro ha recibido el nombre de isla de calor (u oasis artificial) porque como tal se comporta. Numerosos factores colaboran en el desarrollo de este fenómeno:
- La ciudad, por el enrarecimiento de su atmósfera, recibe una menor radiación que el campo, pero esta misma capa contaminada se comporta como una boina protectora e impide durante la noche que el calor escape.
- A lo largo del día los edificios y calles van atesorando calor que irradian durante la noche, fenómeno inexistente en el campo.

- Cuando llueve el agua permanece mucho tiempo sobre las superficies urbanas por ser impermeables en su mayoría. Al desaparecer rápidamente por los sumideros, una parte muy pequeña del líquido es susceptible de evaporación, proceso en el que la atmósfera consume 600 calorías por gramo, lo que conllevaría un importante enfriamiento del ambiente.

La isla de calor adquiere su máximo desarrollo con tiempo anticiclónico y viento en calma. Si este sopla o llega el ciclón cargado de lluvia, ambos borran los contornos de aquella.
Finalmente, la presencia de un relieve destacado o de un ancho río rompen la continuidad de la isla de calor a la baja, del mismo modo que los grandes edificios aumentan positivamente su curvatura, de ahí que el cenit térmico se identifique con el núcleo más denso y se adelgace hacia la periferia.
Además de todas las repercusiones concretas sobre la calidad de vida de los ciudadanos, la intensificación de la "isla de calor" está afectando cada vez más a las Estaciones Meteorológicas, que están quedando "encerradas" en esta isla de calor, no reflejando el clima regional, sino solo el urbano. Existen procedimientos de la matemática que podrían ayudar a quitar de los valores de temperatura, la deriva por el "calor urbano".